# Esportes em Nova York
Esportes em Nova York tem uma história longa e distinta. A cidade de Nova York abriga a sede da National Football League, da National Hockey League, da National Basketball Association, da Major League Baseball, da National Women's Hockey League e da Major League Soccer.
A área metropolitana de Nova York é uma das duas únicas cidades (junto com a área metropolitana de Los Angeles) nos Estados Unidos, com mais de uma equipe em cada uma das quatro principais ligas esportivas profissionais, com nove dessas franquias. Contando-os junto com suas duas equipes na Major League Soccer, Nova York tem um total de onze equipes esportivas nas cinco ligas esportivas profissionais mais importantes dos Estados Unidos.
Além disso, o Queens é o anfitrião do torneio de tênis US Open, que é um dos quatro torneios do Grand Slam. A Maratona de Nova York é a maior do mundo, e as corridas de 2004 a 2006 ocupam os três primeiros lugares nas maratonas com o maior número de finalizações, incluindo 37.866 concluindtes da prova em 2006. O Millrose Games é um meeting de atletismo anual e cujo evento em destaque é o Wanamaker Mile. O boxe também é uma parte muito importante da cena esportiva da cidade, com eventos como o Amateur Boxing Golden Gloves sendo realizado no Madison Square Garden a cada ano.
A cidade de Nova York também foi anfitriã de partes da Copa do Mundo de Hóquei de 1996 e dos Jogos da Boa Vontade de 1998. A cidade também sediou as Paraolimpíadas de Verão de 1984.

## Esportes daMajor league
Houve quatorze disputas de campeonatos de beisebol da World Series entre as equipes da cidade de Nova York, em confrontos chamados de Subway Series. Nova York é uma das quatro áreas metropolitanas que possui dois times de beisebol (Chicago, Los Angeles e San Francisco, são as outras). As duas equipes atuais da Major League Baseball da cidade são o New York Yankees e o New York Mets. A cidade também já foi a casa do New York Giants (agora o San Francisco Giants) e do Brooklyn Dodgers (agora o Los Angeles Dodgers). Há também duas equipes de beisebol da segunda divisão da cidade, o Staten Island Yankees e o Brooklyn Cyclones, com numerosas equipes independentes da segunda divisão em toda a área metropolitana.

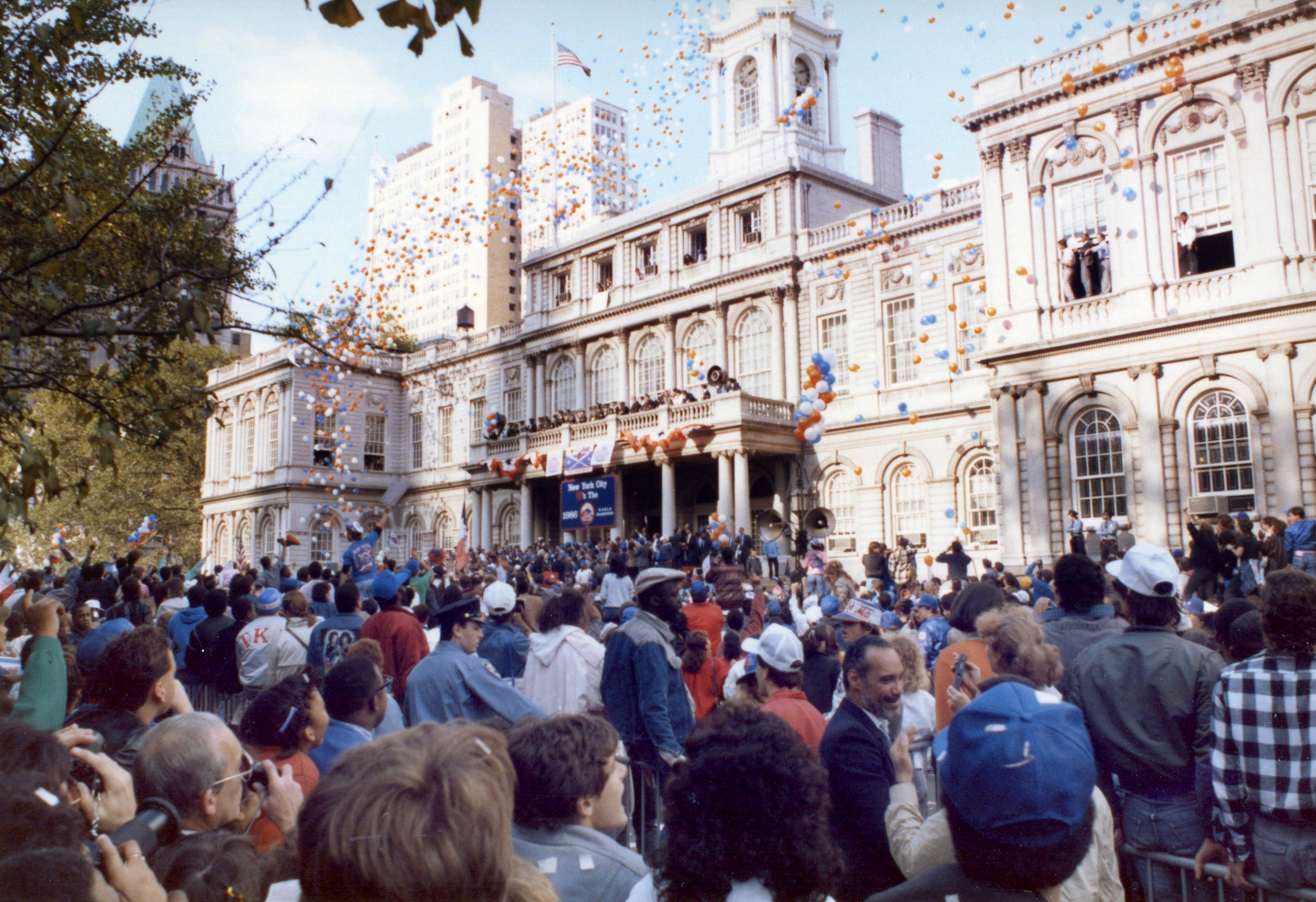
Fãs se reúnem em frente ao New York City Hall em outubro de 1986 para comemorar o campeonato do New York Mets na World Series

O futebol americano é o esporte mais seguido da cidade. A cidade é representada na National Football League pelos times do New York Giants e New York Jets. Ambas as equipes jogam no MetLife Stadium, nas proximidades de East Rutherford, New Jersey, perto de Nova York. Em 2014, o estádio sediou o Super Bowl XLVIII. As duas equipes têm uma rivalidade dentro da cidade.
O basquete é um dos esportes recreativos mais praticados na cidade, e o basquete profissional também é amplamente seguido. As equipes da National Basketball Association da cidade são o New York Knicks e o Brooklyn Nets, que se tornaram a primeira equipe esportiva a representar o Brooklyn em mais de 50 anos, quando se mudaram de Nova Jersey para a Temporada da NBA de 2012–13 da NBA. A equipe da Associação Nacional de Basquete Feminino da cidade é o New York Liberty. O primeiro campeonato nacional de basquete para grandes faculdades, o National Invitation Tournament, foi realizado em Nova York em 1938, e suas rodadas semifinais e finais permanecem na cidade. Rucker Park no Harlem é um local célebre onde muitos atletas profissionais jogam na liga de verão. Por causa das fortes conexões históricas da cidade com o basquete profissional e universitário, a arena caseira do New York Knicks, o Madison Square Garden, é frequentemente chamada de "Meca do basquete".
O hóquei no gelo em Nova York também tem o seu espaço. O New York Rangers joga em Manhattan na National Hockey League, atuando como mandante no Madison Square Garden. Os New York Islanders, joga no Barclays Center, no Brooklyn. Já o New Jersey Devils também joga na área metropolitana de Nova York, atuando em Newark, New Jersey.
No futebol , Nova York é representada por três equipes nas principais divisões de homens e mulheres, incluindo o New York Red Bulls e o New York City FC da Major League Soccer, e o Sky Blue FC da National Women's Soccer League. Os Red Bulls jogam seus jogos em casa na Red Bull Arena em Harrison, New Jersey. O New York City FC, uma nova equipa do Manchester City FC e do New York Yankees, juntou-se à MLS em 2015. A NYCFC tem planos para construir um estádio específico para futebol dentro dos cinco distritos da cidade e para a equipa também desenvolver um rivalidade da cidade com os Red Bulls.
Independentemente de onde eles realmente jogam seus jogos em casa, a maioria dessas equipes carrega o nome e representa toda a cidade ou estado de Nova York, exceto para o Brooklyn Nets da NBA, que jogam e representam especificamente o bairro de Brooklyn, em Nova York. e New Jersey Devils da NHL, que jogam seus jogos em casa no estado de Nova Jersey.

### Beisebol

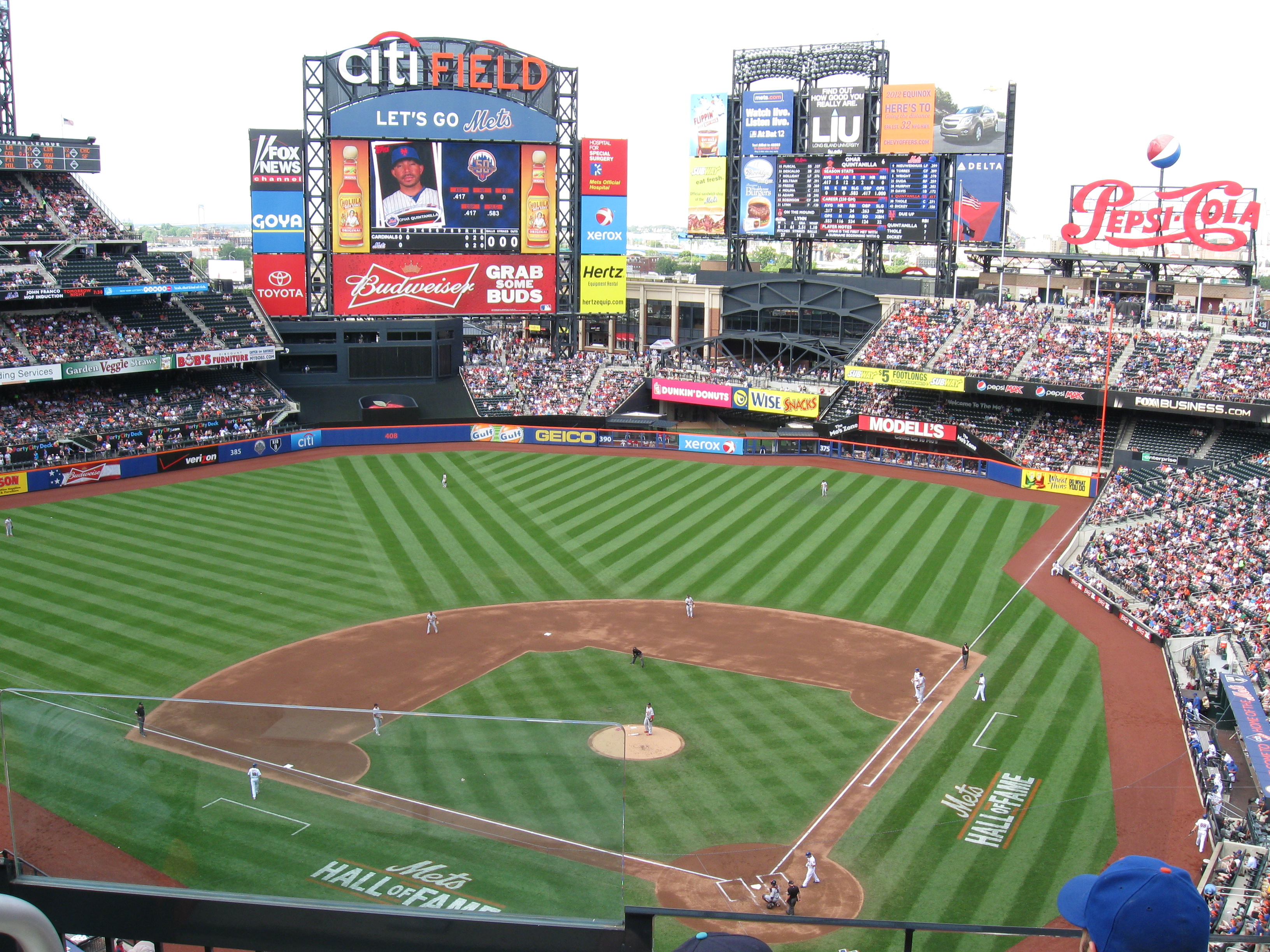
Citi Field, casa do New York Mets no Queens

Em Nova York, o beisebol ainda é considerado o esporte mais popular, apesar de ter sido ultrapassado pelo futebol americano em termos de popularidade percebida (mas não de público) em todo o país, com base nas classificações de TV e na sequência de torcedores durante toda a temporada.[carece de fontes?] Nova York é o lar de duas franquias da Major League Baseball. O New York Yankees da Liga Americana joga em Nova York desde 1903. Conhecido por jogadores de bola icônicos como Babe Ruth, Lou Gehrig, Joe DiMaggio, Mickey Mantle, Yogi Berra e inúmeros outros, eles jogam no Yankee Stadium no Bronx e já venceram a World Series vinte e sete vezes. O New York Mets representa Nova York na Liga Nacional desde 1962. Os Mets jogam no Citi Field em Flushing, Queens e ganharam cinco flâmulas NL e duas da World Series, tornando-os uma das equipes de expansão mais condecoradas da Major League Baseball. A "Série do Metrô" é o nome usado para todas as disputas da temporada regular e da World Series entre as duas equipes. Antes de o jogo interleague ser introduzido em 1997, a única ocasião em que essas duas equipes poderiam ter jogado uma com a outra teria sido na World Series. Os Mets e Yankees jogaram pela World Series em 2000, com os Yankees vencendo a série 4–1.
Para muitos fãs de beisebol de Nova York, a rivalidade mais intensa é entre os Yankees e o Boston Red Sox, indiscutivelmente o mais feroz e histórico dos esportes profissionais norte-americanos. Quando os Mets venceram o Red Sox na World Series de 1986, muitos fãs do Yankee compareceram ao desfile comemorando a vitória do Mets, dizendo que "vale a pena reverenciar quem vence o Boston." Outra rivalidade feroz para os fãs de beisebol de Nova York é a que existe entre o Mets e o Philadelphia Phillies.
Houve 14 encontros da Série Mundial da Série Subway entre os Yankees e seus rivais da Liga Nacional; os Mets (uma vez), e com as duas equipes que partiram para a Califórnia na década de 1950 - o Brooklyn Dodgers (7 vezes) e o New York Giants (6 vezes).

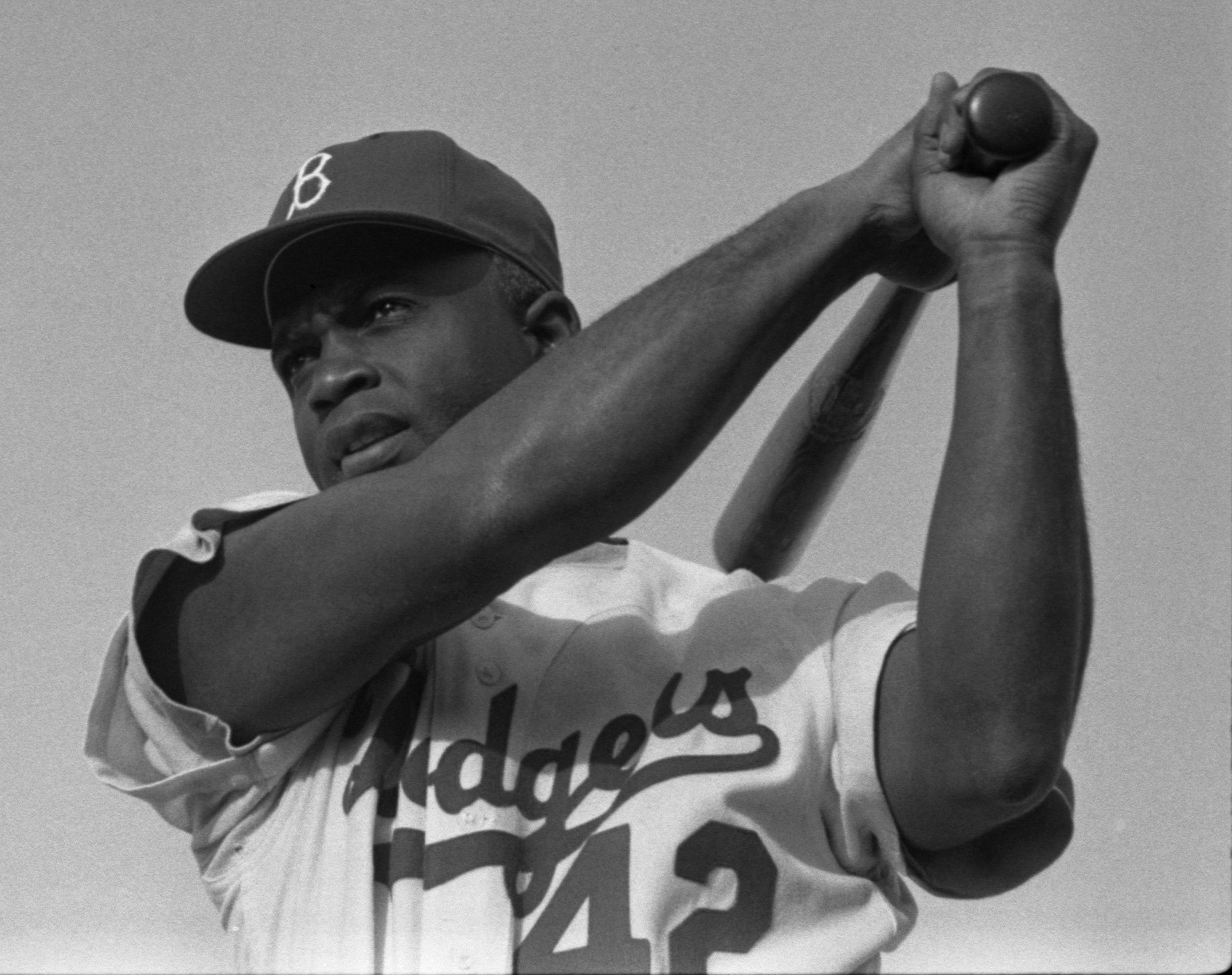
O jogador Jack Robinson atuou na equipe do Brooklyn Dodgers

A cidade de Nova York também abriga duas equipes de beisebol da segunda divisão que jogam na New York – Penn League. Os Cyclones do Brooklyn são afiliados do Mets e os Staten Island Yankees são afiliados aos Yankees. Duas equipes independentes da liga de beisebol também jogam na área metropolitana de Nova York. Os 'Long Island Ducks da Independent Atlantic League jogam no Bethpage Ballpark, no Central Islip, desde 2000. Em 2011, os Rockland Boulders da Independent Can-Am League começaram a jogar no Palisades Credit Union Park, em Pomona.
Nova York tem historicamente muitos clubes de beisebol de curta duração, incluindo o New York Mutuals, o Brooklyn Atlantics, o Brooklyn Enterprise, o Excelsior of Brooklyn e o Brooklyn Eckfords, da National Association of Baseball Players; o New York Knickerbockers, um dos primeiros times de beisebol; os New York Metropolitans e os Gladiators de Brooklyn da American Association (século XIX); o New York Giants (PL) e o Brooklyn Ward's Wonders; o Brooklyn Tip-Tops da Liga Federal; o Brooklyn Bushwicks, Springfield Grays, Barton's Nighthawks, Glendale Farmers, Mount Vernon Scarlet, Union City Reds, Carlton's of the Bronx e Bay Parkway, Bay Ridge', Cedarhurst, West New York e Queens Club da The Metropolitan Baseball Association; e os New York Highlanders e Brooklyn Bridegrooms, precursores dos Yankees e Dodgers. Havia também duas equipes com o nome Newark Bears. As equipes de beisebol da liga negra também estiveram presentes em Nova York, incluindo o Brooklyn Royal Giants, o Newark Stars, o Lincoln Giants, o Newark Browns, o New York Black Yankees, o New York Cubans e o Newark Eagles.
Em 1858, em Corona, Queens, no Fashion Race Course, os primeiros jogos de beisebol com cobrança de entrada aconteceram. Dois clubes históricos, o Brooklyn Dodgers e o New York Giants, estavam entre os clubes mais célebres do beisebol profissional e contavam jogadores como Jackie Robinson e Willie Mays. As duas equipes partiram para a Califórnia - os Dodgers para Los Angeles e os Giants para São Francisco - em 1957. A cidade tem atualmente duas equipes da Major League Baseball, os Mets (que foram formados em 1962 para substituir os Dodgers e, em menor medida, os Giants) e os Yankees.
A sede da Major League Baseball está localizada em Nova York, na 245 Park Avenue, em Manhattan.

### Basquete

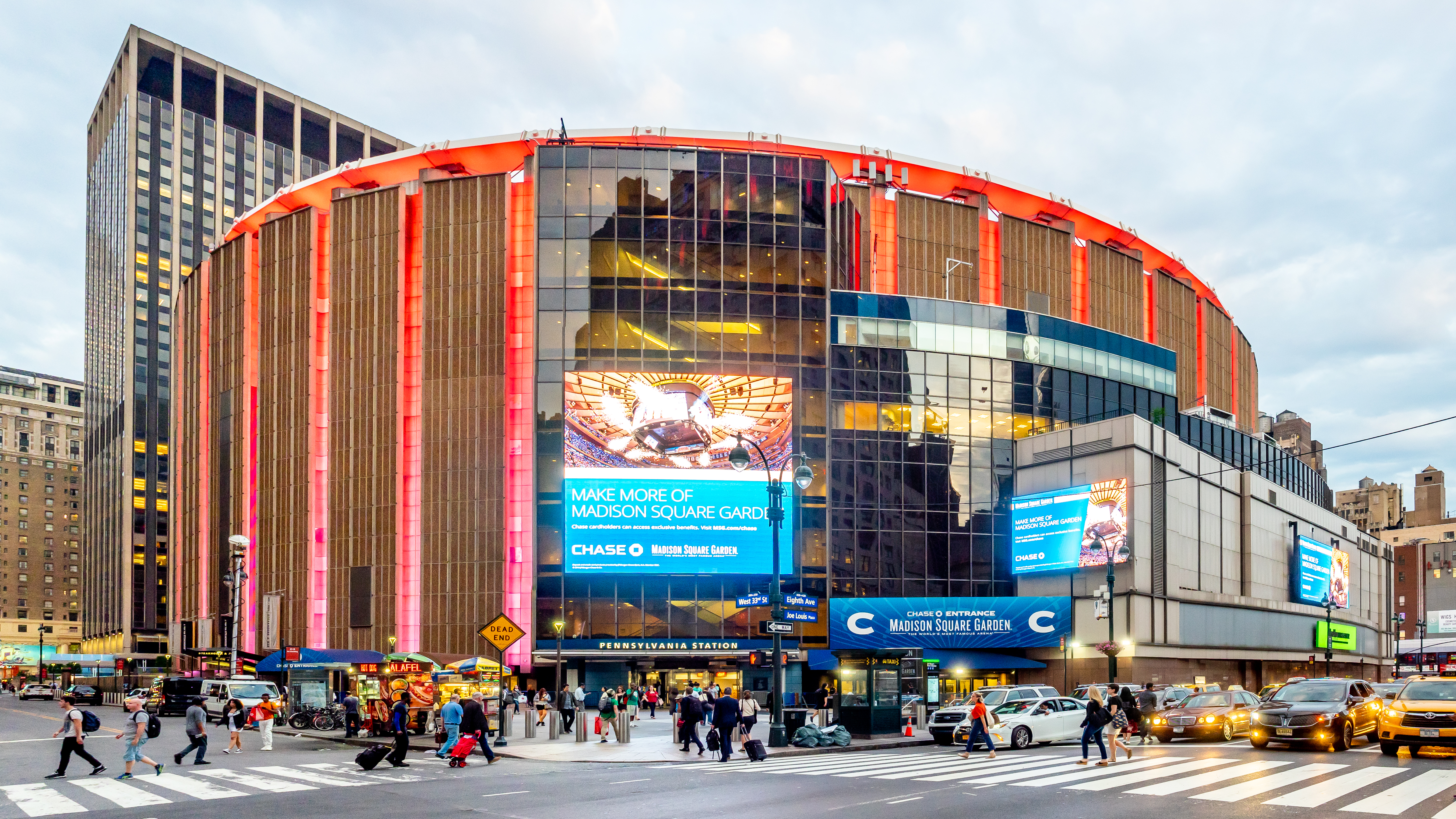
Madison Square Garden, casa do New York Knicks e New York Rangers.

O primeiro campeonato nacional de basquete para grandes faculdades, o National Invitation Tournament, foi realizado em Nova York em 1938, e suas rodadas semifinais e finais permanecem no Madison Square Garden. O NIT gerou um importante torneio de início de temporada conhecido como NIT Season Tip-Off; as rodadas semifinal e final desse evento também são realizadas no Garden.
No Madison Square Garden, os nova-iorquinos podem ver o New York Knicks jogar basquete da NBA. Durante a temporada de 2017 da WNBA, o New York Liberty também jogou no Garden, antes da equipe mudar para o Westchester County Center em White Plains, onde jogou entre 2018 e 2019. O Barclays Center, no Brooklyn, é o lar do time de basquete Brooklyn Nets da NBA. O Nets começou a jogar no Brooklyn em 2012, o primeiro grande time profissional a jogar no bairro histórico em meio século. Antes da fusão da extinta American Basketball Association com a NBA durante a temporada de 1976-77, o New York Nets, que dividia a mesma arena em casa (Nassau Veterans Memorial Coliseum) em Long Island com os New York Islanders da NHL, foi bicampeão na ABA e estrelou o famoso jogador Hall of Fame Julius Erving. Durante a primeira temporada da fusão (1976-1977), o Nets continuou a jogar em Long Island, embora o contrato de Erving já tivesse sido vendido ao Philadelphia 76ers. O Nets foi transferido para New Jersey na temporada seguinte e ficou conhecido como New Jersey Nets, e mais tarde mudou-se para o Brooklyn antes da temporada 2012-13 da NBA. A partir de 2020 o New York Liberty também passou a jogar no Barclays Center.
O Knicks ganharam dois títulos da NBA (1969-70 e 1972-73). O título de 1970 foi particularmente memorável, pois havia uma pergunta antes do decisivo jogo 7 no Madison Square Garden sobre se o craque Willis Reed, do Knicks, que havia se machucado no jogo 5 e perdeu o jogo 6, seria capaz de jogar. Mas depois que as duas equipes já começaram seus treinos de pré-jogo e aquecimentos, Reed apareceu de repente na quadra de uniforme diante de uma multidão atônita no Madison Square Garden, e quando o jogo começou, ele acertou as duas primeiras cestas para o Knicks, inspirando sua equipe a uma vitória por 113-99. A aparência inspiradora de Reed no jogo 7 é geralmente considerada uma das sequências mais dramáticas da história da NBA e ocupa o terceiro lugar nos 60 melhores momentos de playoff da NBA. Apesar da relativa falta de campeonatos dos Knicks, o folclore da NBA foi enriquecido com as muitas batalhas empolgantes da equipe ao longo dos anos com rivais tão ferozes como o Chicago Bulls, o Indiana Pacers, o Miami Heat e o Boston Celtics.
O Long Island Nets, um time da NBA G League, começou a jogar no Barclays Center em 2016 antes de se mudar para o Nassau Veterans Memorial Coliseum em 2017. O Westchester Knicks começou em 2014 no Westchester County Center. O Rucker Park, no Harlem, é um local célebre onde muitos atletas da NBA jogam na liga de verão. A sede da NBA está localizada em Nova York, na Quinta Avenida.
De 1933 a 1935, a equipe de Newark Bears jogou na cidade. Eles mudaram seu nome para o Newroad Mules. Houve um breve time de basquete do Long Island Ducks na Long Island Arena em 1977-1978. Long Island PrimeTime jogou no Louis Armstrong Gymnasium em Flushing de 2006-2007. Eles faziam parte da Liga de Basquete dos Estados Unidos.

### Futebol americano
Em 2010, tanto o New York Giants quanto o New York Jets passaram a jogar no MetLife Stadium que fica nas proximidades de East Rutherford, New Jersey, perto da cidade de Nova York. Em 2014, o estádio sediou o Super Bowl XLVIII. Os Giants e Jets estavam anteriormente localizados em Nova York (ambas as equipes jogaram no Polo Grounds e no Shea Stadium, e os Giants jogaram no Yankee Stadium). Nenhuma equipe joga na própria cidade atualmente, já que ambas as equipes estão localizadas no Complexo Esportivo de Meadowlands, em East Rutherford, Nova Jersey, jogando no Giants Stadium por muitos anos antes de se mudarem para o MetLife Stadium. Os Giants foi fundado em 1925, e existem hoje como uma das mais antigas organizações atualmente ativas na NFL. Devido ao seu estabelecimento de longo alcance e tradição mais rica de sucesso em campo, em comparação com os Jets, muitos consideram os Giants como os mais populares. Fundado em 1960, o New York Titans, originalmente chamado de Jets em 1963, era um membro fundador da American Football League (AFL), juntando-se à NFL como parte da fusão AFL/NFL em 1970.

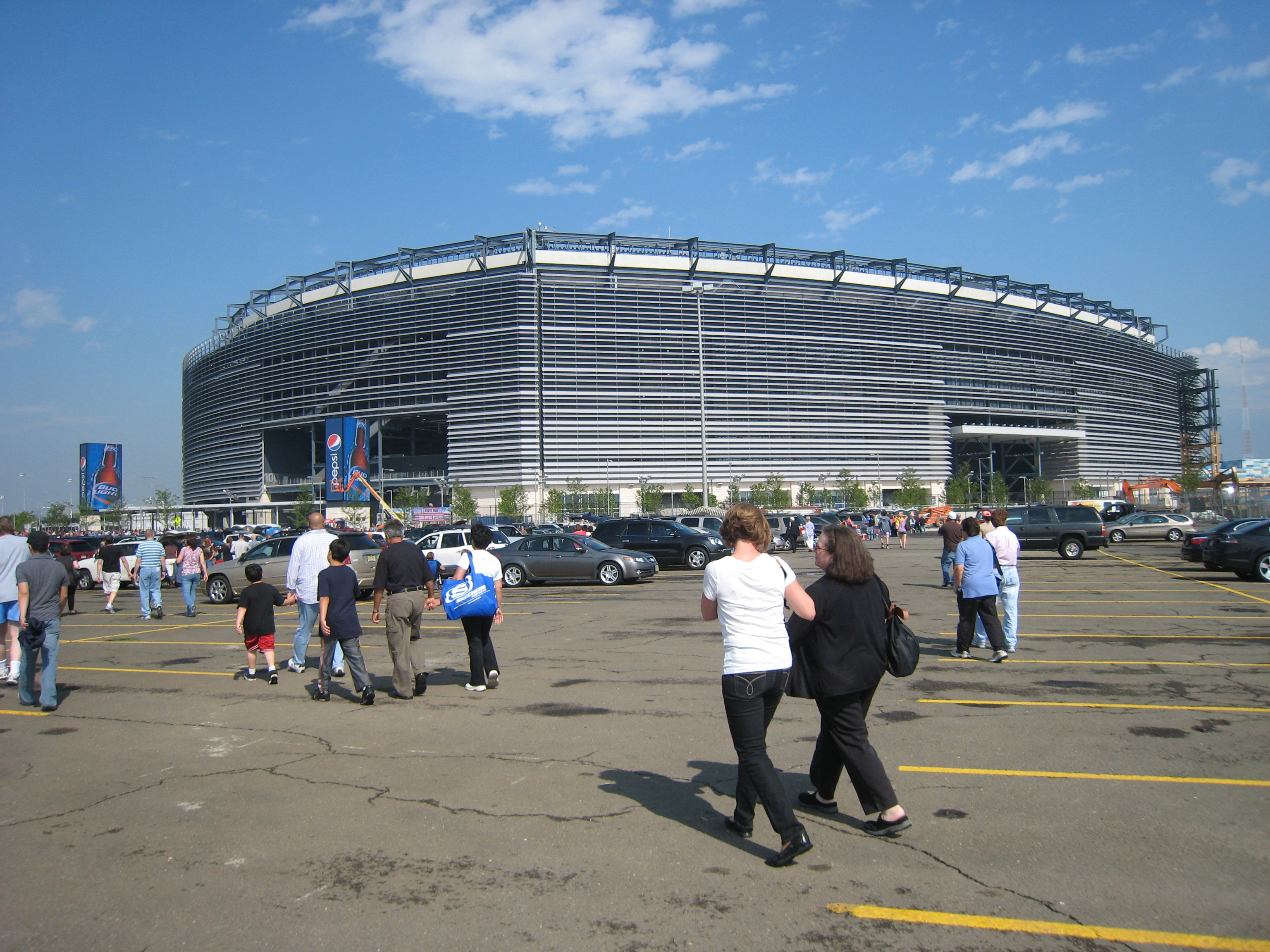
MetLife Stadium, casa do New York Giants e do New York Jets

A cidade de Nova York também tinha muitas equipes profissionais históricas. A primeira equipe profissional em Nova York foi chamada de New York Giants e Brooklyn Giants (sem relação com os atuais New York Giants), e jogou no antecessor da NFL, a American Professional Football Association, em 1921. Em 1926, o New York Yankees , Newark Bears (AFL) e Brooklyn Horsemen jogaram na American Football League, e no mesmo ano, o Brooklyn Lions jogou na National Football League antes dos Horsemen e Lions se fundirem em novembro. Os direitos de franquia da NFL do Lions foram dados aos Yankees, que competiram na NFL de 1927 a 1928. Quando os Yankees desistiram, seus direitos foram dados à equipe de Staten Island Stapletons, que jogou na NFL até 1932 quando parou.
Em 1930, o NFL Brooklyn Dodgers começou a jogar no Ebbets Field. A equipe durou até 1944, chamando a si mesmos de Tigres do Brooklyn na última temporada, mas sem vencer. Em 1945, a equipe se fundiu com o Boston Yanks e jogou mais um jogo em casa no Brooklyn naquela temporada como os Yanks. Outro time chamado New York Yankees jogou na segunda AFL em 1936 e 1937. A liga também tinha um clube do Brooklyn Tigers em 1936, mas o time nunca jogou no Brooklyn e desistiu após apenas sete jogos. Uma terceira encarnação dos Yankees jogou na terceira AFL em 1940 sob o nome dos Yankees, e depois em 1941 como os americanos de Nova York . Outra versão do New York Yankees foi um membro de curta duração da Associação Americana.
Em 1946, a nova All-America Football Conference teve mais um conjunto de equipes do Brooklyn Dodgers e do New York Yankees. Esses clubes duraram até 1948, após o que se fundirem. Os New York Bulldogs foram fundados em 1949, dividindo o Polo Grounds com o New York Giants, e depois sendo renomeados como New York Yanks e jogando na NFL nas temporadas de 1950 e 1951. Em 1952, a equipe foi transferida para o Texas e renomeada como Dallas Texans.
Em 1974, Nova York acolheu brevemente uma equipe conhecida como New York Stars pela curta duração da World Football League, mas no meio da temporada a equipe foi transferida para Charlotte e se tornou Charlotte Hornets. A curta duração da Liga dos Campeões dos Estados Unidos tinha uma equipe na área de Nova York. O New Jersey Generals jogou no Giants Stadium de 1983 a 1985. Durante um tempo, a equipe foi de propriedade do futuro presidente Donald Trump.

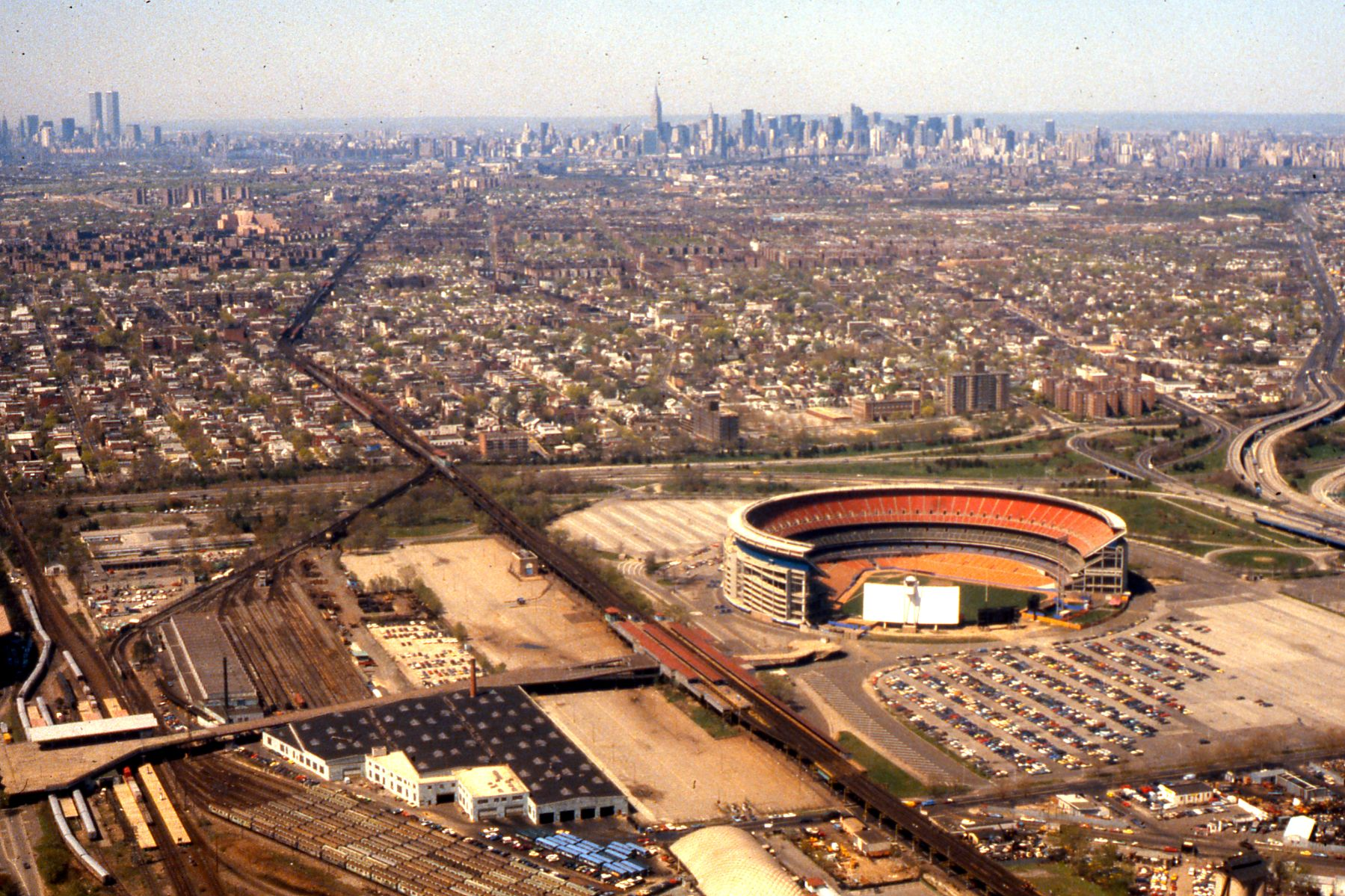
Shea Stadium com Manhattan ao fundo em 1981

Em 1988, o New York Knights jogou por uma temporada como parte da Arena Football League, e depois encerrou as operações. Em 1997, a AFL acrescentou duas franquias em expansão, o New York City Hawks, que jogou no Madison Square Garden, e o New Jersey Red Dogs, que jogou em East Rutherford, Nova Jersey. Os City Hawks mudaram-se para Hartford, Connecticut, e foram renomeados New England Sea Wolves em 1999, e depois se mudaram para Toronto em 2001, e renomearam o Toronto Phantoms. Os Red Dogs foram renomeados como New Jersey Gladiators em 2001, então se mudaram e se tornaram os Las Vegas Gladiators em 2003, antes de se mudarem de novo e serem renomeados como Cleveland Gladiators. Quando os Sea Wolves, que pertenciam à Madison Square Garden Company e tiveram seus jogos televisionados em Nova York na MSG Network, se mudaram para Toronto, os Iowa Barnstormers da AFL se mudaram para Long Island e foram renomeados para New York Dragons. Os Dragões jogaram em Nova York até 2008, quando a liga suspendeu as operações; nenhum time de Nova York (seja a cidade ou o estado) jogou na liga desde o renascimento de 2010 até que o Império de Albany, com sede na capital do estado, se juntou à AFL em 2018.
Os Jets são às vezes considerados como Long Island's Team, apoiados pelo fato de que até 2008, a equipe treinou em Hempstead na Hofstra University, e costumava jogar no Shea Stadium (antiga casa do time de beisebol New York Mets) que fica perto do Condado de Nassau. Estatisticamente, a maior porcentagem da base de fãs dos Jets deriva de Long Island, portanto, os Jets geralmente recebem mais cobertura da mídia naquela parte de Nova York. Fãs de ambos os Giants e Jets tradicionalmente torcem tanto pelo New York Yankees quanto pelo New York Mets, bem como pelo New York Knicks e pelo Brooklyn Nets da NBA e também pelos New York Rangers e pelos New York Islanders da NHL.
Juntamente com as duas equipes da NFL, Nova York é também é o lar do New York Sharks. O NY Sharks é o time profissional de futebol feminino da cidade. Fundado em 1999, os Sharks são a equipe mais antiga e vitoriosa no futebol feminino, tendo conquistado 3 títulos de conferência (2002, 2003, 2004 da IWFL East), 6 títulos de divisão (2002, 2003, 2004, 2005, 2006, 2007 da IWFL) e um título de campeonato (2002 da IWFL). Os Sharks jogam em muitos campos e não têm nenhum estádio oficial. A temporada do futebol feminino é de abril a junho, com os playoffs e o campeonato ocorrendo de junho a julho. A partir de 2011 os Sharks estão na WFA (Women's Football Alliance).
A sede da NFL está localizada na cidade de Nova York, na Park Avenue, em Manhattan.

### Hockey no gelo
O hóquei no gelo tem uma história e número grande de torcedores na área metropolitana de Nova York, que é a única área metropolitana e mercado de mídia nos Estados Unidos e no Canadá a apresentar três equipes profissionais da liga principal que participam do mesmo esporte. A cidade de Nova York é atualmente o lar do New York Rangers, jogando no Madison Square Garden, em Manhattan, do New York Islanders, jogando no Barclays Center, no Brooklyn e o New Jersey Devils que jogam no Prudential Center em Newark, New Jersey.

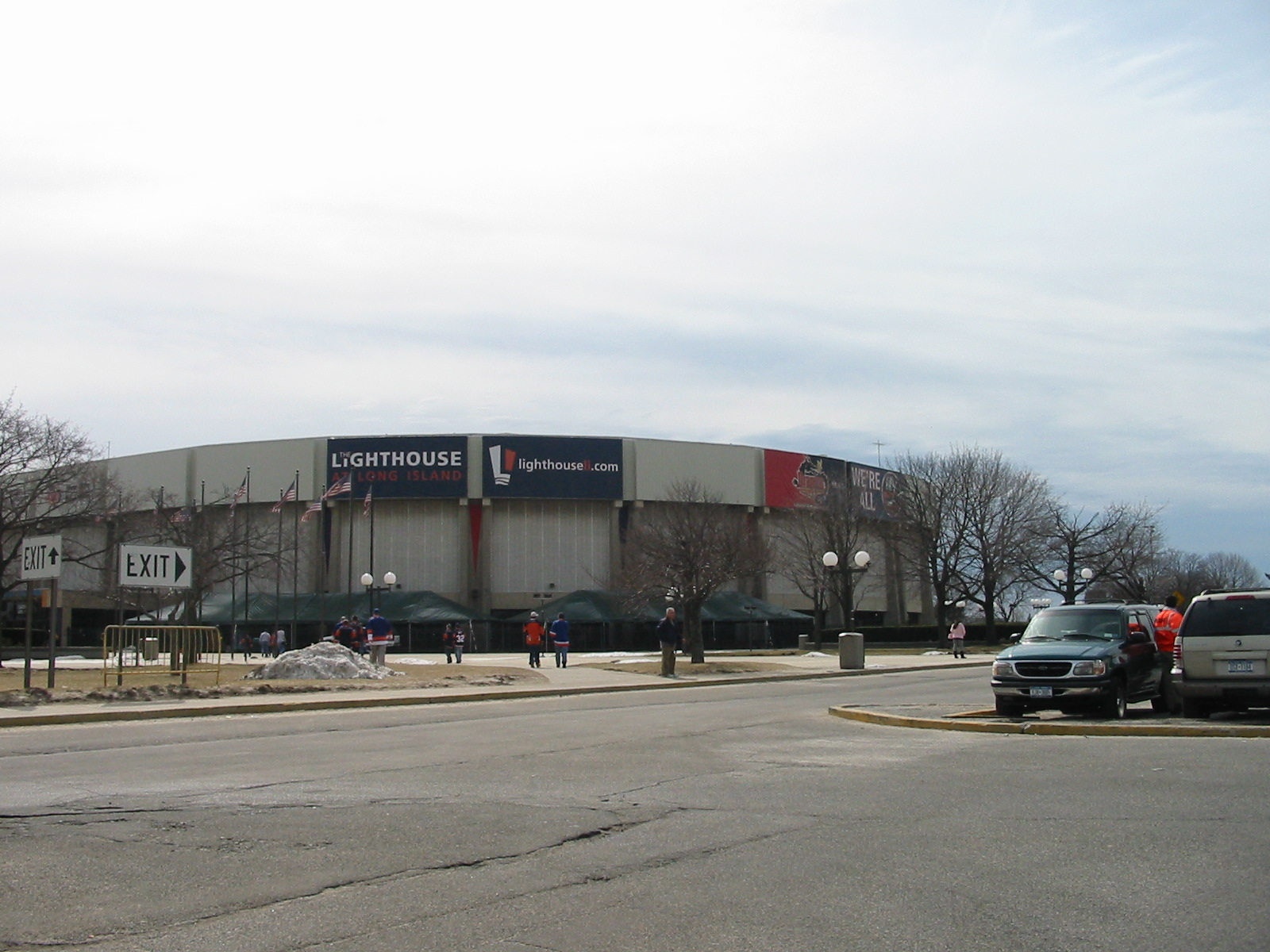
O Nassau Coliseum era a casa do New York Islanders entre 1972 e 2015

Os Rangers, estabelecidos em 1926, são um dos seis originais - um termo dado às seis equipes da NHL que existiam antes da liga dobrar seu tamanho em 1967. A principal base de fãs dos Rangers está nos cinco distritos da cidade, no Condado de Westchester. Grande parte do norte do estado de Nova York e partes de Connecticut, no entanto, mantêm um número considerável de seguidores em partes do mercado reivindicados por seus dois rivais locais.
The Islanders, estabelecido em 1972, joga seus jogos em casa no Barclays Center no Brooklyn desde a temporada 2015-16 da NHL. Essas duas equipes jogam na Divisão Metropolitana, proporcionando aos fãs uma intensa rivalidade. A principal base de fãs dos Islanders está nos condados de Nassau e Suffolk, em Long Island. Os Islanders planejam retornar ao condado de Nassau em uma nova arena que está programada para a temporada de 2020-21, perto da pista de corrida de cavalos de Belmont Park, em Elmont, Nova York, adjacente ao Queens.
Dentro da Divisão Metropolitana e da grande área metropolitana de Nova York, há outra intensa rivalidade entre os Rangers e New Jersey Devils, em grande parte decorrente da proximidade geográfica, uma manifestação de uma longa rivalidade entre os estados de Nova York e Nova Jersey, e seis playoffs em que os Rangers venceram quatro. Ambas as equipas alcançaram resultados famosos para as suas respectivas bases de fãs nestas reuniões, incluindo as finais da Conferência Leste de 1994, terminando num dramático gol de Stéphane Matteau, do Rangers, durante o sétimo jogo decisivo. O Devils levou uma vantagem de 3-2 para o jogo 6 em New Jersey e conseguiu uma vantagem de 2-0 no jogo. No entanto, a famosa garantia e hat-trick de Mark Messier levou os Rangers à vitória e a um sétimo jogo. Com o passar do tempo no jogo 7, os Rangers estavam com uma vantagem de 1 a 0 quando Valeri Zelepukin, do New Jersey, empatou com 7,7 segundos em silêncio para mandar o jogo para a prorrogação, onde Matteau conseguiu o gol decisivo. Mais recentemente, nas finais da Conferência Leste de 2012, o Rangers estaria em um cenário muito semelhante, mas acabaria por não conseguir superar o déficit da série de 3-2 depois de perder por 2-0 e forçar a prorrogação no jogo 6. A principal base de fãs do Devils reside em todo o norte e centro de New Jersey.
Os Islanders e os Rangers tiveram uma grande rivalidade nos anos 1970 e 1980, quando os Islanders venceram quatro títulos consecutivos da Stanley Cup; os Rangers ganharam seu mais recente campeonato da NHL nas Finais da Copa Stanley de 1994, a quarta vitória da Copa na história desse time. As duas equipes se enfrentaram oito vezes nos playoffs, com os Islanders vencendo cinco desses confrontos.
Os Metropolitan Riveters, criados em 2015, são um dos quatro membros fundadores da National Women's Hockey League. Jogam seus jogos em casa na Barnabas Health Hockey House. Em 2017, os Riveters anunciaram sua parceria com o New Jersey Devils, tornando-se a primeira equipe de NWHL a se associar oficialmente a uma equipe da NHL. Em 2018, os Riveters conquistaram o primeiro título da Isobel Cup.
A cidade de Nova York também tinha uma equipe histórica da NHL, os New York Americans (também conhecidos como os Amerks e, em 1941-42, os Brooklyn Americans), que jogaram entre 1925 e 1942. Eles foram o primeiro time de hóquei a jogar na cidade e, durante a maior parte da vida da franquia, dividiu o Madison Square Garden com os Rangers. A franquia nunca foi uma grande vencedora, e se desfez durante a Segunda Guerra Mundial devido a problemas financeiros. A equipe da World Hockey Association chamou os New York Raiders e depois os New York Golden Blades no Madison Square Garden e em Cherry Hill, Nova Jersey, de 1972 a 1974, quando se mudaram para San Diego. Algumas equipes históricas de hóquei da segunda divisão jogaram na área de Nova York na Eastern Hockey League. O New York Rovers começou como um time de fazenda dos Rangers em 1935 atuando no Madison Square Garden. Eles se mudaram para a Long Island Arena em 1959 e se tornaram os Long Island Ducks (hóquei no gelo) até 1973. Os New York Bobcats são uma equipe de Hóquei no Gelo dos Estados Unidos no Twin Rinks em Eisenhower Park de 2000 até o presente. O New York Apple Core é uma equipe de Hóquei no Gelo Junior A Tier III em Brewster, Nova York.
A sede da NHL também está localizada na cidade de Nova York, no Edifício Exxon, na Sexta Avenida.

### Futebol
O futebol profissional, como no resto do país, está crescendo rapidamente em popularidade em Nova York. O New York Red Bulls da Major League Soccer (originalmente conhecido como "MetroStars" até a compra da equipe pela Red Bull GmbH em 2006) joga na região metropolitana desde a fundação da liga em 1996. Desde 2010, eles jogam na Red Bull Arena, um estádio específico para futebol em Harrison, Nova Jersey, com capacidade para pouco mais de 25.000 pessoas. Em 2013, os Red Bulls ganharam seus primeiros MLS Supporters' Shield na história do clube, repetindo o feito novamente em 2015.

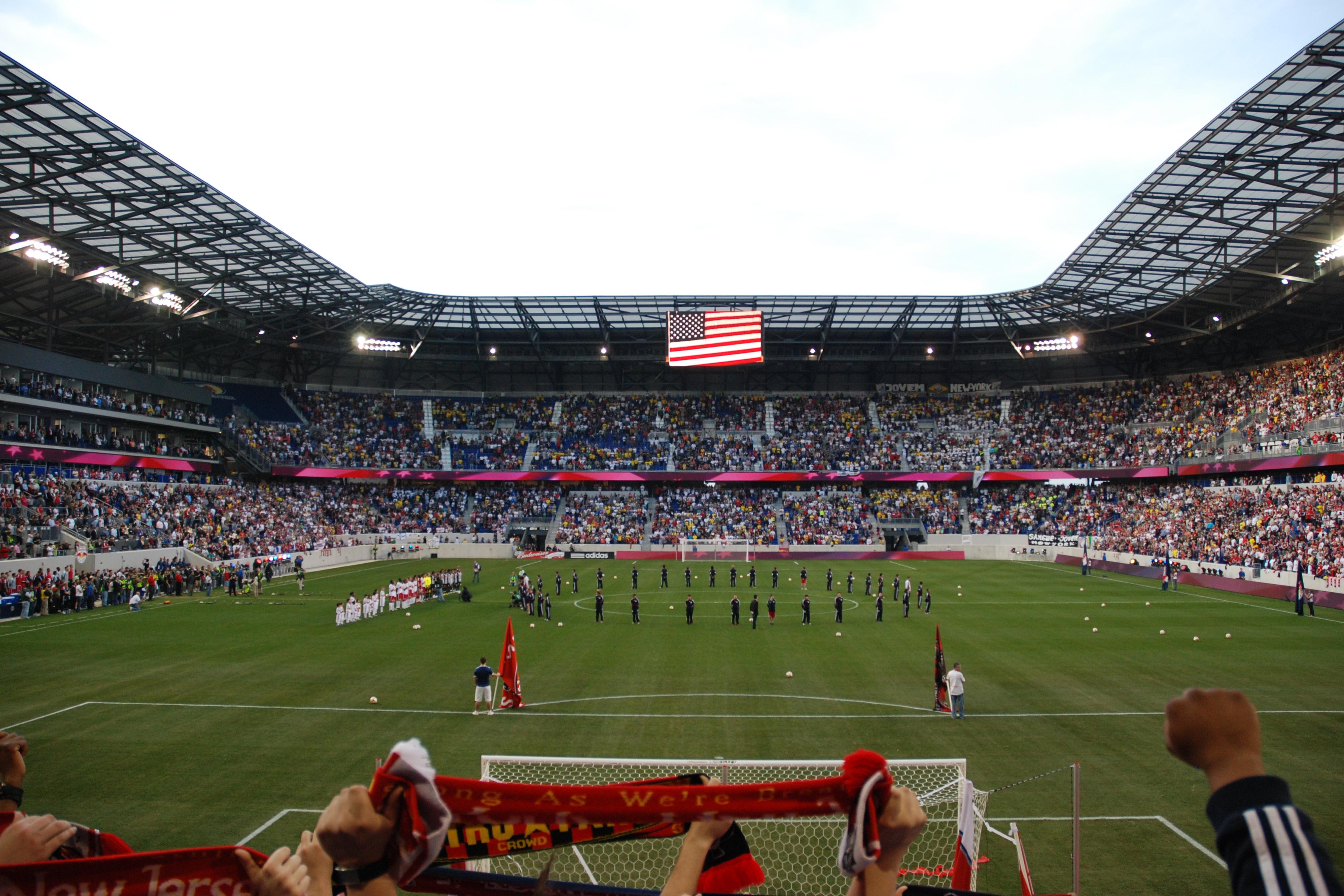
Vista da Red Bull Arena durante um jogo do New York Red Bulls

Em 21 de maio de 2013, a MLS anunciou que a 20ª equipe da liga seria o New York City FC, de propriedade conjunta do clube inglês Manchester City FC e do time de beisebol New York Yankees. Eles começaram a jogar na MLS em 2015 no Yankee Stadium, no Bronx. Seu eventual estádio em casa ainda está por ser determinado, embora oficiais da equipe e da cidade tenham enfatizado que um local dentro dos cinco distritos de Nova York será identificado para a construção de um estádio específico para futebol, que seria o estádio permanente da equipe.
A área da cidade de Nova York também abriga o New York Cosmos da Liga Norte-Americana de Futebol, de segunda divisão, cuja primeira iteração foi sem dúvida a mais popular equipe de futebol americana de todos os tempos. Jogando na Liga Norte-Americana de Futebol original, o Cosmos era conhecido por colocar em campo alguns dos maiores jogadores do mundo, incluindo Pelé, Franz Beckenbauer e Giorgio Chinaglia. Depois de reviver o clube em 2010 a partir de seu estado dormente após 1985, o clube do New York Cosmos retornou ao jogo da liga em 2013. No mesmo ano, o clube venceu seu sexto campeonato da NASL no Soccer Bowl 2013. A equipe jogou suas primeiras quatro temporadas no James M. Shuart Stadium na Hofstra University em Hempstead, New York, antes de anunciar uma mudança para o MCU Park no Brooklyn em 2017.
O Sky Blue FC é uma das oito equipes da National Women's Soccer League, a terceira liga profissional feminina dos EUA. A equipe joga seus jogos em casa em Nova Jersey no Yurcak Field, no campus da Universidade Rutgers. Sua primeira temporada NWSL em 2013 terminou em uma perda de playoff para o Western New York Flash. O New York Power anteriormente jogou pela Women's United Soccer Association no Mitchel Athletic Complex de 2000 a 2003. O Long Island Fury é uma equipe feminina da Premier Soccer League iniciada em 2005.
A sede da Major League Soccer está localizada na cidade de Nova York, no 420 da quinta Avenida.

## Equipes principais
As seguintes equipes esportivas da área da cidade de Nova York jogam em uma das cinco principais ligas esportivas dos Estados Unidos e estão classificadas abaixo pela média da frequência de público.
| Time                  | Modalidade        | Liga | Estádio               | Localização                 | Fundado | Títulos | Público |
| --------------------- | ----------------- | ---- | --------------------- | --------------------------- | ------- | ------- | ------- |
| New York Giants       | Futebol americano | NFL  | MetLife Stadium       | East Rutherford, New Jersey | 1925    | 8       | 80.148  |
| New York Jets         | Futebol americano | NFL  | MetLife Stadium       | East Rutherford, New Jersey | 1960    | 1       | 76.957  |
| New York Yankees      | Beisebol          | MLB  | Yankee Stadium        | Bronx, Nova York            | 1901    | 27      | 40.488  |
| New York City FC      | Futebol           | MLS  | Yankee Stadium        | Bronx, Nova York            | 2013    | 1       | 29.016  |
| New York Mets         | Beisebol          | MLB  | Citi Field            | Queens, Nova York           | 1962    | 2       | 26.695  |
| New York Knicks       | Basquete          | NBA  | Madison Square Garden | Manhattan, Nova York        | 1946    | 2       | 19.812  |
| New York Rangers      | Hóquei no gelo    | NHL  | Madison Square Garden | Manhattan, Nova York        | 1926    | 4       | 18.006  |
| New York Red Bulls    | Futebol           | MLS  | Red Bull Arena        | Harrison, New Jersey        | 1995    | 0       | 19.421  |
| Brooklyn Nets         | Basquete          | NBA  | Barclays Center       | Brooklyn, Nova York         | 1967    | 2       | 17.251  |
| New York Liberty      | Basquete          | WNBA | Barclays Center       | Brooklyn, Nova York         | 1997    | 0       | 8.949   |
| New York Islanders    | Hóquei no gelo    | NHL  | UBS Arena             | Elmont, Nova York           | 1972    | 4       | 14.740  |
| New Jersey Devils     | Hóquei no gelo    | NHL  | Prudential Center     | Newark, New Jersey          | 1974    | 3       | 15.257  |
| Rugby United New York | Rugby             | MLR  | Gaelic Park           | Riverdale, Bronx, Nova York | 2018    | 0       | 2.000   |

1. ↑  Os números de público são para o antigo local do time do Madison Square Garden. A atual residência do Liberty é o Barcleys Center.

### Estádios e arenas
| Manhattan | Bronx | East Rutherford    | Queens             | Brooklyn                  |
| --- | --- | ------------------ | ------------------ | ------------------------- |
| Madison Square Garden                                                                                            | Yankee Stadium                                                                                                   | MetLife Stadium    | Citi Field         | Barclays Center           |
| Capacidade: 24.292                                                                                               | Capacidade: 50.291                                                                                               | Capacidade: 82.500 | Capacidade: 39.000 | Capacidade: 19.000        |
| | |                    |                    |                           |
| Yankee Stadium MetLife Stadium Citi Field Madison Square Garden Prudential Center Red Bull Arena Barclays Center | Yankee Stadium MetLife Stadium Citi Field Madison Square Garden Prudential Center Red Bull Arena Barclays Center | Harrison           | Newark             | White Plains              |
| Yankee Stadium MetLife Stadium Citi Field Madison Square Garden Prudential Center Red Bull Arena Barclays Center | Yankee Stadium MetLife Stadium Citi Field Madison Square Garden Prudential Center Red Bull Arena Barclays Center | Red Bull Arena     | Prudential Center  | Westchester County Center |
| Yankee Stadium MetLife Stadium Citi Field Madison Square Garden Prudential Center Red Bull Arena Barclays Center | Yankee Stadium MetLife Stadium Citi Field Madison Square Garden Prudential Center Red Bull Arena Barclays Center | Capacidade: 25.189 | Capacidade: 18.500 | Capacidade: 5.000         |
| Yankee Stadium MetLife Stadium Citi Field Madison Square Garden Prudential Center Red Bull Arena Barclays Center | Yankee Stadium MetLife Stadium Citi Field Madison Square Garden Prudential Center Red Bull Arena Barclays Center |                    |                    |                           |

### Antigos estádios e arenas
Ao longo do século XX, a cidade teve vários locais históricos esportivos: o Yankee Stadium original foi lar dos New York Yankees de 1923 a 2008, antes de a equipe se mudar para seu novo estádio em 2009; Ebbets Field, foi a casa dos Brooklyn Dodgers de 1913 a 1957, demolido em 1960; e o Polo Grounds no norte do Harlem, que foi a casa dos New York Giants da Major League Baseball de 1911 a 1957 (e a primeira casa dos New York Mets) antes de ser demolido em 1964. O Mets, que anteriormente jogava no Shea Stadium, mudou-se para o recém-construído Citi Field em 2009. Também o atual Madison Square Garden, no topo da Pennsylvania Station em Midtown Manhattan, é na verdade o quarto prédio separado para usar esse nome; os dois primeiros ficavam perto da Madison Square, daí o nome, e o terceiro ficava na Oitava Avenida com a rua 50.
Os anos 2000 viram quase uma reformulação completa dos principais locais esportivos da área. Isso começou em 2007, quando os Devils se mudaram para Newark, New Jersey e abriram o Prudential Center. Em 2009, tanto o Mets como o Yankees abriram novos estádios de beisebol adjacentes a suas antigas casas, com o Mets substituindo o Shea Stadium pelo Citi Field e os Yankees construindo um novo Yankee Stadium. Em 2010, os Jets e o Giants mudaram-se para uma nova instalação compartilhada chamada de Meadowlands Stadium (agora MetLife Stadium) e os Red Bulls abriram seu próprio estádio em Harrison, New Jersey, chamado Red Bull Arena (os três já haviam compartilhado o Giants Stadium) em East Rutherford, Nova Jersey). Em 2012, o Nets mudou-se de Nova Jersey para o Barclays Center, no Brooklyn, e tornou-se o Brooklyn Nets. Os Islanders deixaram o condado de Nassau e seguiram o Nets no Brooklyn em 2015.
| Manhattan | Bronx | East Rutherford    | East Rutherford    | Brooklyn           |
| --- | --- | ------------------ | ------------------ | ------------------ |
| Madison Square Garden | Yankee Stadium | Meadowlands Arena  | Giants Stadium     | Ebbets Field       |
| Capacidade: 18.496 | Capacidade: 56.936 | Capacidade: 82.500 | Capacidade: 80.200 | Capacidade: 31.902 |
| | |                    |                    |                    |
| Yankee Stadium Ebbets Field Polo Grounds Shea Stadium Giants Stadium Madison Square Garden Nassau Coliseum Meadowlands Arena | Yankee Stadium Ebbets Field Polo Grounds Shea Stadium Giants Stadium Madison Square Garden Nassau Coliseum Meadowlands Arena | Queens             | Upper Manhattan    | White Plains       |
| Yankee Stadium Ebbets Field Polo Grounds Shea Stadium Giants Stadium Madison Square Garden Nassau Coliseum Meadowlands Arena | Yankee Stadium Ebbets Field Polo Grounds Shea Stadium Giants Stadium Madison Square Garden Nassau Coliseum Meadowlands Arena | Shea Stadium       | Polo Grounds       | Nassau Coliseum    |
| Yankee Stadium Ebbets Field Polo Grounds Shea Stadium Giants Stadium Madison Square Garden Nassau Coliseum Meadowlands Arena | Yankee Stadium Ebbets Field Polo Grounds Shea Stadium Giants Stadium Madison Square Garden Nassau Coliseum Meadowlands Arena | Capacidade: 25.189 | Capacidade: 55.000 | Capacidade: 14.500 |
| Yankee Stadium Ebbets Field Polo Grounds Shea Stadium Giants Stadium Madison Square Garden Nassau Coliseum Meadowlands Arena | Yankee Stadium Ebbets Field Polo Grounds Shea Stadium Giants Stadium Madison Square Garden Nassau Coliseum Meadowlands Arena |                    |                    |                    |

## Outros esportes
Muitos esportes estão associados às comunidades de imigrantes de Nova York. Stickball, uma versão de rua do beisebol, foi popularizada por jovens nos bairros italianos, alemães e irlandeses da classe operária nos anos 1930. Nos últimos anos, várias ligas de críquete amador surgiram com a chegada de imigrantes do sul da Ásia e do Caribe.
Corrida de automóveis

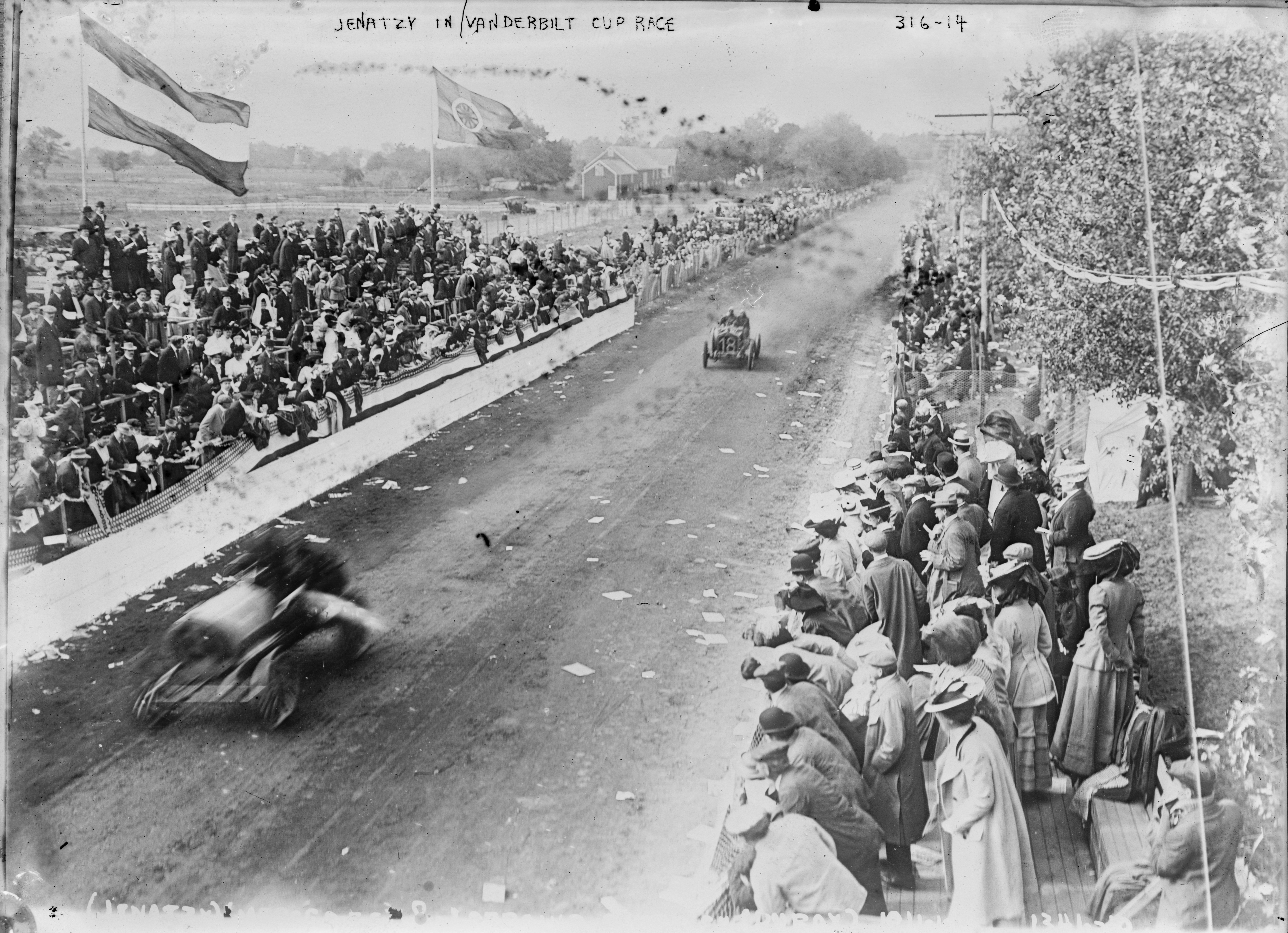
Imagem da Vanderbilt Cup race em 1906

Em 1904, o entusiasta por automobilismo William Kissam Vanderbilt II organizou uma corrida de automóveis nas vias públicas de Long Island. O prêmio, uma enorme xícara de prata do estúdio Tiffany, conhecida como Vanderbilt Cup, atraiu os melhores pilotos da Mercedes, Packard e Fiat. A corrida ocorreu em estradas rurais, com centenas de espectadores assistindo carros passarem a velocidades próximas a 160 quilômetros por hora. Em 1906, vários espectadores foram mortos quando um carro saiu da pista. Vanderbilt respondeu rapidamente construindo uma pista particular de 75 milhas. As corridas foram retomadas em 1908, mas outro acidente matou espectadores em 1910, fazendo com que os organizadores abandonassem o percurso de Long Island para sempre. A Taça Vanderbilt voltou em 1936 e 1937 na Roosevelt Racewayem em Westbury, Long Island. A corrida de 1937 foi uma das maiores corridas da história do estado de Nova York, apresentando a única aparição antes da Segunda Guerra Mundial da equipe alemã de corridas nos Estados Unidos. O lendário piloto Ralph DePalma serviu como titular honorário da corrida, onde o sinal de partida veio da casa do presidente Franklin D. Roosevelt no Hyde Park, por um telégrafo de Western Union.
A série CART realizou uma corrida nas Meadowlands de 1984 a 1991. A ISC e a NASCAR tentaram, sem sucesso, construir uma pista de corrida em Staten Island. Outro possível projeto rodoviário de Meadowlands (Liberty Speedway) foi discutido, mas abandonado no início dos anos 2000.
Os planos pediam uma corrida de Fórmula 1 conhecida como Grande Prêmio da América, a ser realizada no lado de Nova Jersey do rio Hudson, prevista para ter início em 2014, mas esses planos foram indefinidamente arquivados. A corrida seria realizada no circuito de rua de Port Imperial, um circuito de 5,1 km a ser construído usando as ruas existentes em Weehawken e West New York em torno de Weehawken Port Imperial.
Em 21 de setembro de 2016, a FIA, a Fórmula E e autoridades do governo de Nova York anunciaram que o New York City ePrix seria realizado em julho de 2017 no Brooklyn Cruise Terminal, com apresentação de um layout de pista. O New York ePrix se tornou a primeira corrida de automóveis da cidade desde 1896. Em 15 e 16 de julho de 2017, a corrida da Fórmula E foi realizada em Red Hook, Brooklyn. É a primeira corrida sancionada pela FIA a ser realizada em Nova York. Sam Bird venceu as duas corridas.
Esgrima

Esgrima competitiva é uma das cinco atividades que têm sido destaque em todos os Jogos Olímpicos modernos, os outros quatro são atletismo, ciclismo, natação e ginástica. No centro de Manhattan, o Centro de Esgrima de Manhattan oferece atividades de esgrima competitivas e recreativas em Foil e Saber, no Fencers Club todas as três variantes (espada, foil e sabre) estão disponíveis, e o New York Athletic Club oferece espada e sabre. Outros clubes de esgrima em Nova York são Sheridan Fencing Academy (Upper East Side), New York Esgrima Academy (Coney Island), South Brooklyn Esgrima, Brooklyn Bridge Esgrima Center, Brooklyn Fencing Center e Tim Morehouse Esgrima Club.

### Corrida de cavalos

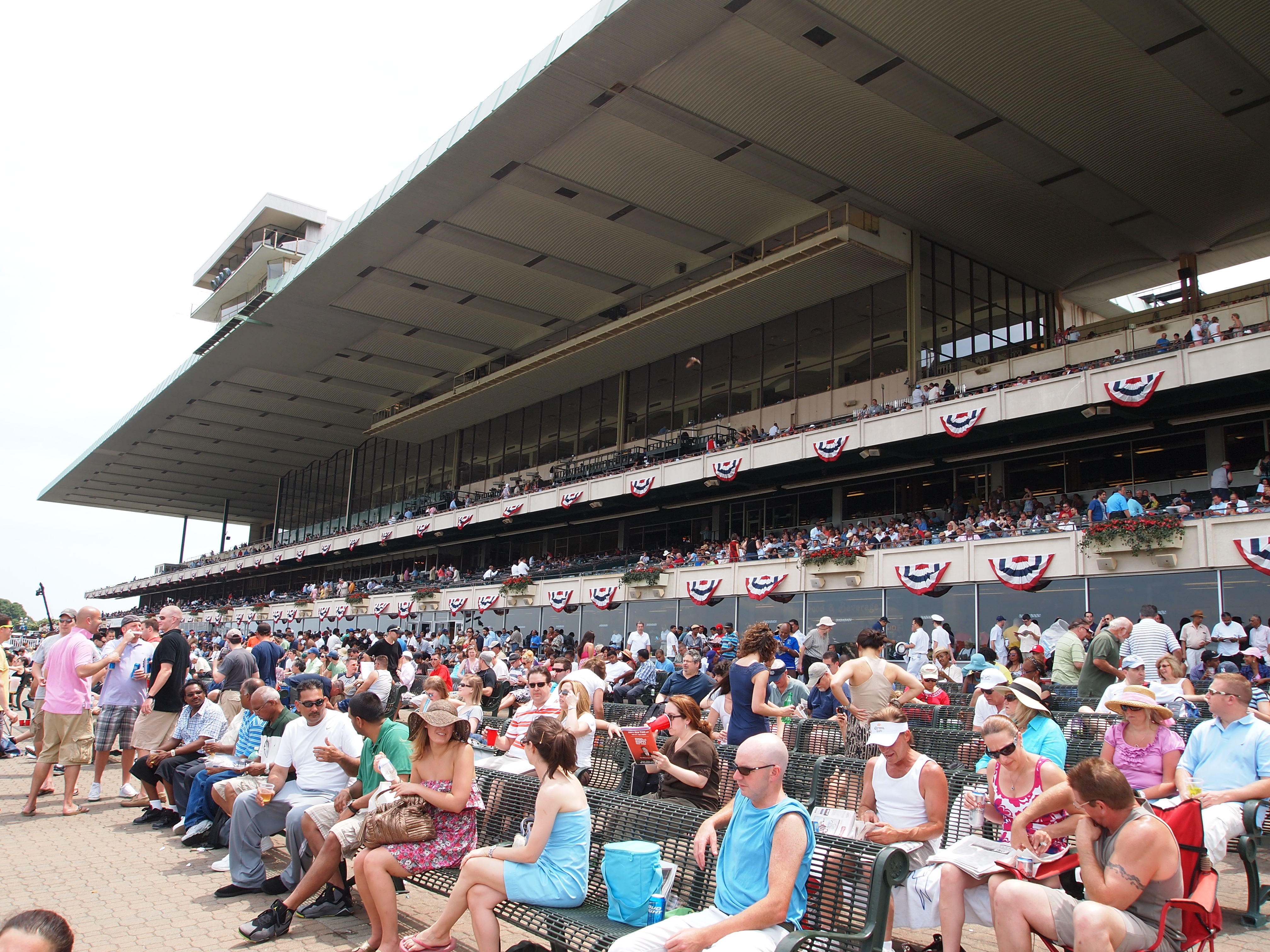
O Belmont Park recebe todos os anos o Belmont Stakes.

As corridas de cavalos nos Estados Unidos remontam a 1665, com o estabelecimento da pista New Market em Salisbury, Nova York. Salisbury era uma seção do que agora é conhecido como Hempstead Plains, perto de Westbury e East Garden City, no condado de Nassau, em Long Island. O New Market foi a primeira forma regulamentada de corridas de cavalos na América do Norte. As corridas foram facilitadas e supervisionadas pelo governador colonial de Nova York, Richard Nicolls , e os vencedores foram premiados com os primeiros troféus esportivos conhecidos no país.
Em 1824, à medida que as rivalidades regionais no país cresciam, o Union Course em Woodhaven, Queens ofereceu um prêmio de US$ 24.000 dólares por uma corrida entre os melhores cavalos puro sangue, colocando American Eclipse, do norte, contra Sir Henry, do sul. Acredita-se que a corrida entre os dois tenha sido o primeiro evento esportivo nacional da América.
Atualmente o Hipódromo de Aqueduto (o Grande A) e o Belmont Park apresentam corridas de cavalos todos os meses do ano, exceto em agosto. Aqueduto está localizado dentro dos limites da cidade em Ozone Park, enquanto o Belmont está situado fora da cidade, em Elmont, Nova York. As corridas de arnês são oferecidas no Yonkers Raceway, ao norte da cidade, e no Meadowlands Racetrack, em East Rutherford, Nova Jersey.
O Belmont Park recebe todos os anos o Belmont Stakes, que é a terceira corrida que compõe a Tríplice Coroa do turfe americano. A pista principal de um quilômetro e meio do Belmont Park é a pista de corridas de cavalos mais longa da América do Norte.

### Golfe

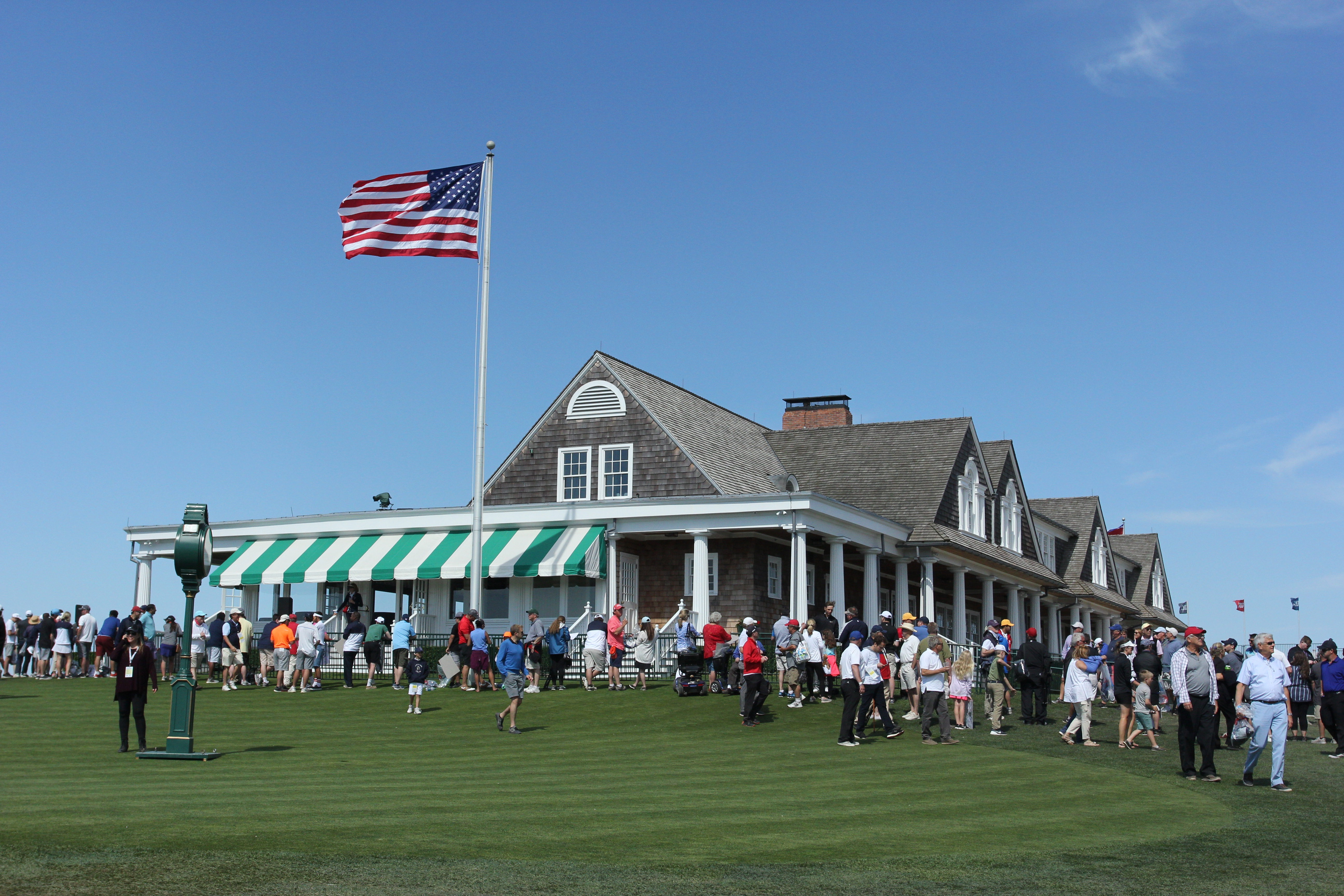
O Shinnecock Hills Golf Club.

O US Open de 2002 e 2009, bem como o The Barclays de 2012 e 2016, foram jogados no Bethpage Black Course que fica no Bethpage State Park. O local está preparado para receber o PGA Championship e a Ryder Cup em 2019 e 2024 respectivamente.
No passado alguns campos de golfe já extintos sediaram algumas edições de torneios majors. O PGA Championship foi realizado em 1939 no Pomonok Country Club, que ficava localizado em Flushing, no Queens. A disputa decorreu durante a Feira Mundial de Nova Iorque no Flushing Meadows-Corona Park e teve como campeão Henry Picard. Já o Fresh Meadow Country Club, que atualmente está localizado em Long Island, mas que entre 1923 e 1945 ficava no Queens, recebeu as edições de 1930 do PGA Championship, vencida por Tommy Armour, e a edição de 1932 do US Open de 1930, que foi vencida por Gene Sarazen.
Existem também instalações de golfe no Rockaway Hunting Club, no Piping Rock Club, no Eisenhower Park, no Westchester Country Club, no Inwood Country Club, no Sebonack Golf Club, no Fresh Meadow Country Club, no Trump National Golf Club Westchester, no Quaker Ridge Golf Club, no Pound Ridge Golf Club, no Pelham Country Club, no Clube de Golfe Garden City, no Country Club Hempstead, no Bay Park, no Dunwoodie, no Salisbury Links, no Shinnecock Hills Golf Club entre outros.
Lacrosse

A área metropolitana de Nova York também abriga uma equipe da Lacrosse da Major League chamada New York Lizards, antigamente chamada Long Island Lizards. O New Jersey Pride da mesma liga jogou em Piscataway, New Jersey, mas suspendeu as operações após a temporada de 2008. Os New York Titans também jogram na área de Nova York antes de se mudarem para Orlando. Os New York Saints eram membros da National Lacrosse League jogando no Nassau Veterans Memorial Coliseum de 1987 a 2003. Anteriormente, eram membros do New Jersey Saints.
Polo

Polo tem uma longa história na área de Nova York, especialmente em Long Island. O Meadowbrook Polo Club foi originalmente localizado em East Meadow e Jericho, e atualmente está localizado em Old Westbury. O Rockaway Hunting Club e o Piping Rock Club são outros campos de pólo e golfe em Long Island.
Liga de Rugby

A cidade contribui ativamente com dois times semi-profissionais de rugby, o New York Raiders, que joga no Andrews Field, e o New York Knights, que joga no Pier 40 do Hudson River Park, em Manhattan. Os Raiders ainda não conquistaram um troféu, enquanto os Knights venceram o Campeonato duas vezes em 2002 e 2009. A cidade de Nova York sempre produz jogadores de nível internacional que jogam no time nacional de rugby da liga dos Estados Unidos.
A cidade ainda tem duas equipes da união de rugby da primeira divisão, o New York Athletic Club RFC, que foi estabelecido em 1973 e o Old Blue R.F.C., sendo que ambos jogam na liga do rugby (Rugby union). A cidade também tem outros clubes amadores de rugby, na União de Futebol Rugby Metropolitana de Nova York. Os clubes contribuíram para a equipe nacional, os Eagles, que participaram da Copa do Mundo de Rugby.

### Atletismo

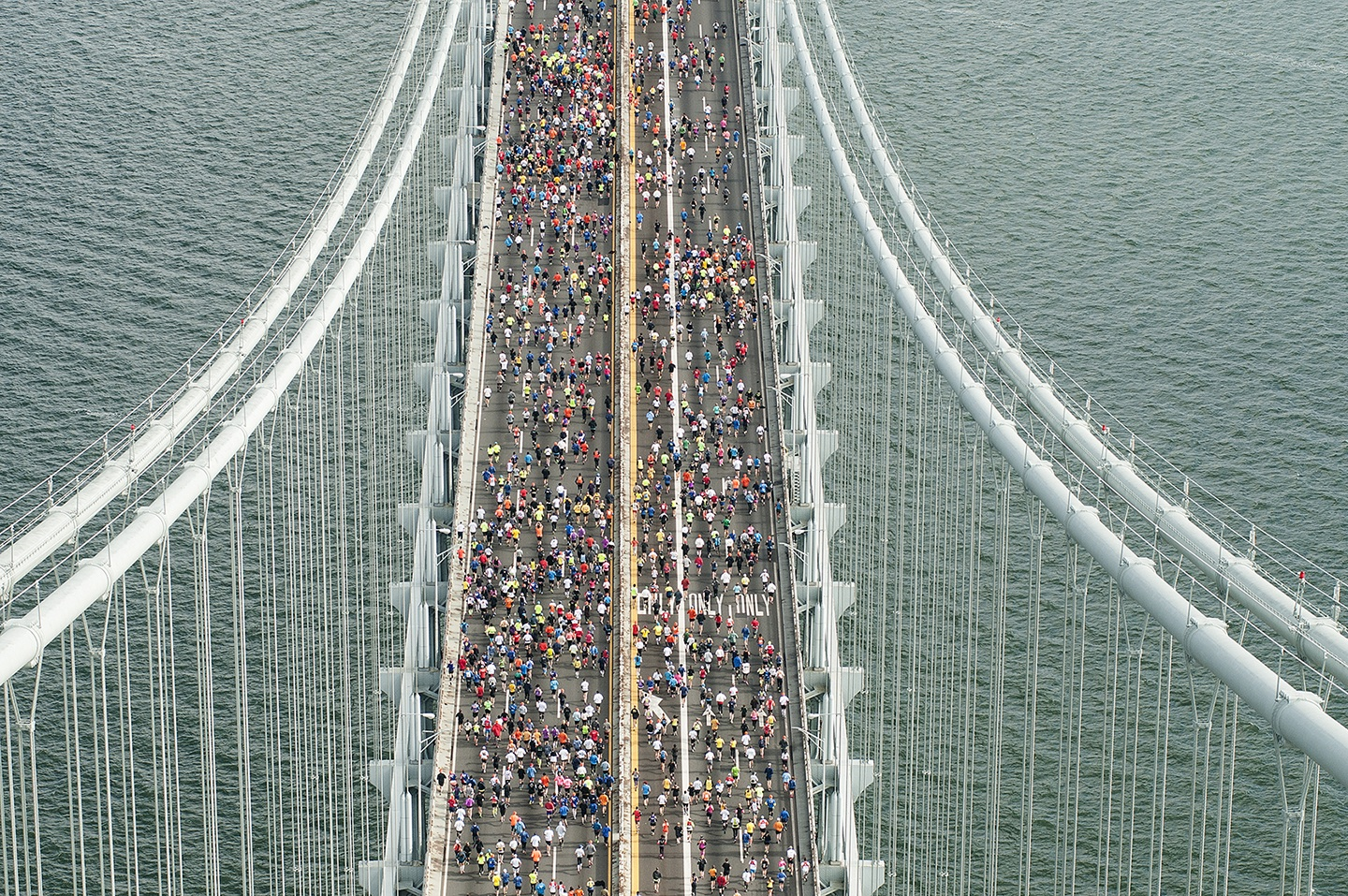
A Maratona de Nova York é considerada como uma das maiores corridas do mundo.

No atletismo a Maratona de Nova York que é uma corrida anual de maratona e que percorre 42,2 km através dos cinco distritos de Nova York. Ao lado da Maratona de Boston, ela é considerada como o principal evento de corrida anual de longa distância nos Estados Unidos.
A corrida é organizada pela New York Road Runners e é realizada todos os anos desde 1970. Nos últimos anos, também foi patrocinada pela gigante financeira ING. É realizada no primeiro domingo de novembro e atrai competidores profissionais e amadores de todo o mundo. Devido à popularidade da corrida, a participação é limitada a 35.000 participantes escolhidos por um sistema de loteria, com preferência dada aos participantes anteriores.
A Millrose Games é um encontro anual de atletismo que ocorre na primeira sexta-feira de fevereiro no Madison Square Garden desde 1914. Os jogos começaram quando os funcionários da loja de departamentos Wanamaker formaram o Millrose Track Club para realizar um encontro. O evento em destaque é o Wanamaker Mile.

### Tênis
O US Open é o quarto e último evento dos torneios de tênis Grand Slam e acontece anualmente no final do verão no USTA Billie Jean King National Tennis Center, no Flushing Meadows Park, no Queens. O torneio principal consiste em cinco campeonatos: homens e mulheres simples, duplas masculinas e femininas e duplas mistas, com torneios adicionais para jogadores juniores e cadeirantes. O National Tennis Centre, aberto ao público sempre que a USTA não realiza um evento, conta com o maior estádio do mundo construído especificamente para o esporte, o Arthur Ashe Stadium com capacidade parao 22.547 pessoas.
O New York Empire começou a jogar no World TeamTennis (WTT) em 2016. Os jogos em casa são disputados no Forest Hills Stadium, no Queens.

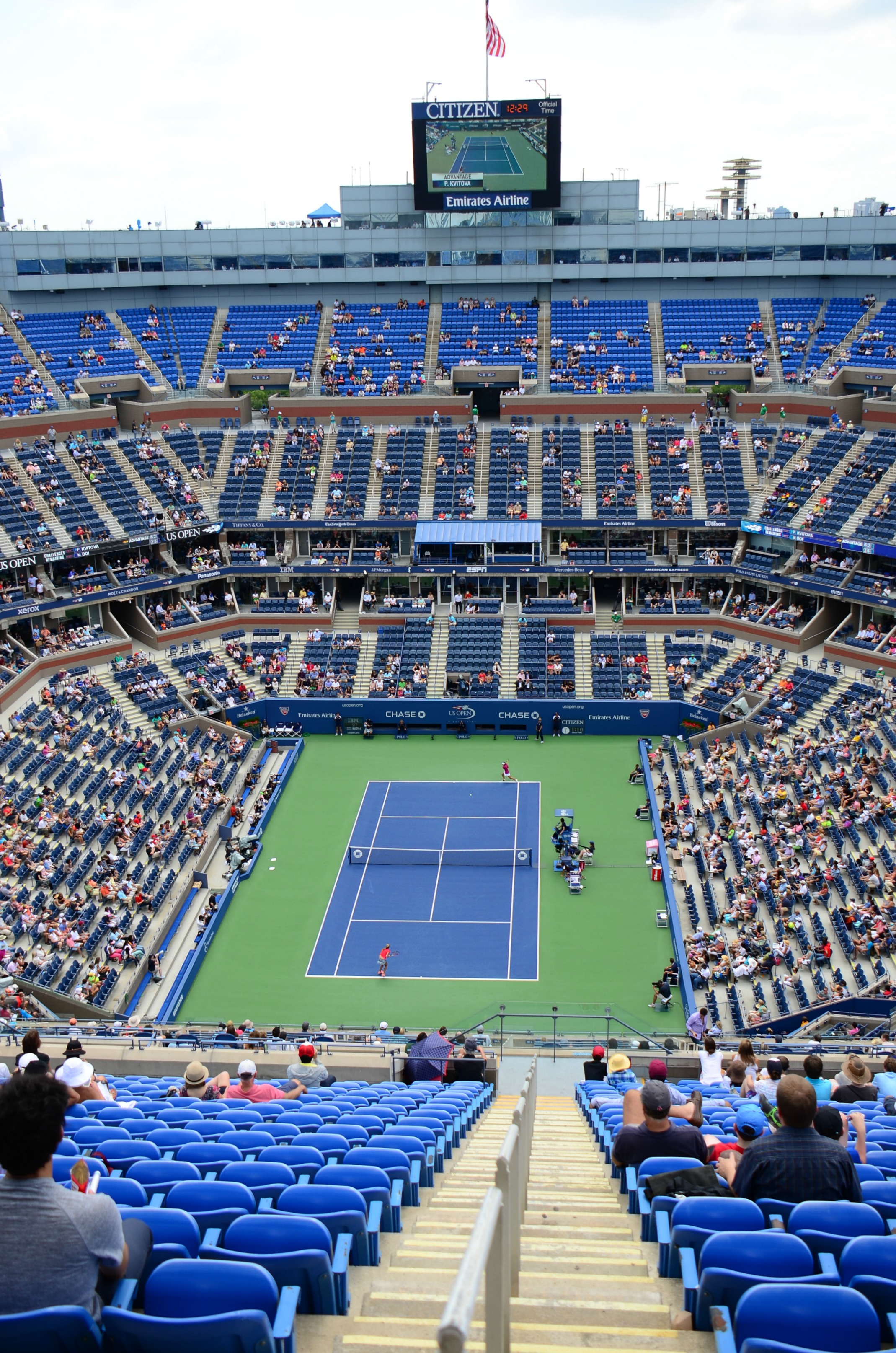
Imagem interna do Arthur Ashe Stadium.

Outras equipes representaram a área metropolitana de Nova York na WTT no passado. O New York Sets, que mudou seu nome para New York Apples em 1977, era uma franquia da liga e jogou de 1974 a 1978. Os Sets originalmente jogavam seus jogos em casa no Nassau Veterans Memorial Coliseum antes de dividir sua agenda entre o Coliseum e Madison Square Garden. Na temporada de 1978, muitos jogos em casa foram disputados no Felt Fórum, com os adversários jogando na arena principal do Garden. A franquia venceu o campeonato da liga em 1976 e 1977, e contou com as estrelas Billie Jean King, Virginia Wade , Sandy Mayer e Phil Dent. As duas equipas vencedoras do título foram treinadas por Fred Stolle.
O New Jersey Stars juntou-se à WTT como franquia de expansão em 1987, jogando em casa no Franklin Township, Somerset County, New Jersey. A equipe foi 0-14 em sua temporada inaugural, mas, com uma lista completamente refeita, chegou à Final do Team Tennis em 1988. Os jogos em casa foram transferidos para Chatham Borough, New Jersey em 1989, quando a equipe foi liderada por Tracy Austin. A contratação de Martina Navratilova em 1994, produziu resultados imediatos na quadra, já que o Stars conquistou o título em 1994 e 1995. No entanto, a equipe não conseguiu formar uma torcida e se transferiu, como duas vezes campeão da WTT, para tornar-se o Delaware Smash na temporada de 1996.
O New York Hamptons foi adicionado como uma franquia de expansão da WTT em 2000, jogando seus jogos em casa em East Quogue, Nova York. Eles se mudaram para a Amagansett em 2002. Em 2003, o Sportime NY tornou-se o dono majoritário da equipe. Os jogos em casa foram transferidos para Mamaroneck, no condado de Westchester, e o nome da equipe foi mudado para o New York Sportimes. Liderados por Martina Hingis, os Sportimes ganharam o título de 2005 da WTT. Em 2009, o Sportimes se mudou para a cidade de Nova York, jogando em casa na Randall's Island. Antes da temporada de 2011, o Sportimes fundiu-se com o New York Buzz, que estava baseado no Capital District desde 1995. Após a fusão, o time jogou alguns de seus jogos em casa na Randall's Island e outros em Albany ou Troy , Nova York. Após a temporada de 2013, a equipe foi vendida, e o novo proprietário a realocou e renomeou como San Diego Aviators. Ironicamente, os Aviators ganharam seu primeiro título após a mudança para o estádio Forest Hills, em Nova York, que foi escolhido como local da final da WTT de 2016 para receber a expansão do New York Empire na liga.

### Boxe

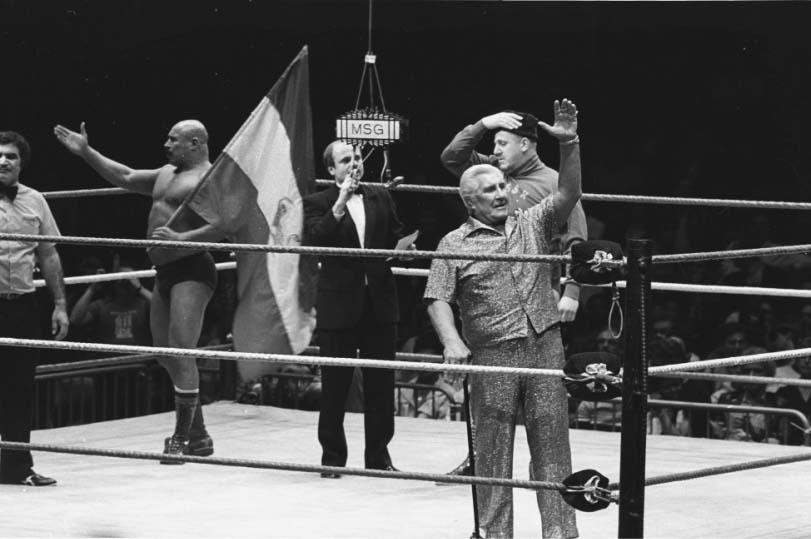
Imagem do ringue do Madison Square Garden no início dos anos de 1980.

A cidade de Nova York já recebeu diversas lutas de boxe que colocaram em disputa os cinturões de várias categorias. O principal local para disputas de lutas de boxe na cidade de Nova York é o Madison Square Guarden, que acabou ficando conhecido como a "Meca do Boxe". O ringue do Garden começou a ser usado em 1925 e, após 82 de existência, acabou sendo aposentado em 2007 e transferido para um anfiteatro no Hall da Fama, onde passou a ficar em exposição para o público.
Dentre as lutas consideradas mais importantes realizadas no Madison Square Guarden está o duelo entre Bernard Hopkins e Felix Trinidad que ocorreu no dia 29 de setembro de 2001. Foi a primeira luta na cidade depois dos ataques terroristas de 11 de setembro. O duelo estava inicialmente marcado para o dia 15 de setembro, mas teve que ser adiado. Antes disso, em 7 de maio de 1986, o Garden recebeu Mike Tyson pela primeira vez, que lutou contra Mitch Green. Em 1971 aconteceu o embate que muitos costumam chamar de "A Luta do Século" entre Joe Frazier e Muhammad Ali. Os dois lutadores se reencontrariam mais duas vezes, sendo o segundo destes três encontros também realizado no Garden.
Outras duas lutas importantes aconteceram no Madison Square Guarden. Em uma delas Jake LaMotta perderia pela primeira vez para Sugar Ray Robinson. LaMotta é natural do Bronx e teve sua vida retratada no filme Touro Indomável de Martin Scorsese. Já no dia 26 de outubro de 1951 foi a vez do Garden receber outra lenda do boxe: Rocky Marciano. O lutador dos pesos pesados que jamais perdeu em sua carreira enfrentou Joe Louis que era o seu ídolo de infância.
Outros locais onde aconteceram lutas de boxe na cidade de Nova York foram o Yankee Stadium, onde no dia 24 de junho de 1952 Sugar Ray Robinson perdeu por nocaute pela primeira e única vez em sua carreira, diante de Joey Maxim, além do extinto estádio Polo Grounds, que recebeu a revanche de Floyd Patterson contra o sueco Ingemar Johansson, lutador que havia chocado o mundo ao derrotá-lo alguns meses antes também lutando em Nova York, porém em duelo realizado no Yankee Stadium.
Já foram ou ainda são realizadas lutas, bem como servem como centro de treinamentos, a Aviator Arena, o Barclays Center, a Eastern Parkway Arena, o Ebbets Field, a academia Gleason's Gym, o Madison Square Garden Bowl, o New York Coliseum, o Shea Stadium, o Singer Bowl, o St. Nicholas Rink e a Sunnyside Garden Arena.

### Esportes universitários
Embora a área de Nova York seja o lar de inúmeras faculdades, muitas das quais têm ricas histórias atléticas, o esporte universitário é uma parte menos visível da paisagem esportiva regional. Todas as universiades na tabela abaixo fazem parte da Divisão I da NCAA.
| Equipe                             | Universidade                       | Local                        | Conferência    |
| ---------------------------------- | ---------------------------------- | ---------------------------- | -------------- |
| Army Black Knights                 | United States Military Academy     | West Point, Nova York        | Patriot League |
| Columbia Lions                     | Columbia University                | Manhattan, Nova York         | Ivy League     |
| Fairleigh Dickinson Knights        | Fairleigh Dickinson University     | Teaneck, New Jersey          | Northeast      |
| Fordham Rams                       | Fordham University                 | Bronx, Nova York             | Atlantic 10    |
| Hofstra Pride                      | Hofstra University                 | Hempstead, Nova York         | CAA            |
| Iona Gaels                         | Iona College                       | New Rochelle, Nova York      | MAAC           |
| LIU Brooklyn Blackbirds            | Long Island University Brooklyn    | Brooklyn, Nova York          | Northeast      |
| Manhattan Jaspers and Lady Jaspers | Manhattan College                  | Bronx, Nova York             | MAAC           |
| Monmouth Hawks                     | Monmouth University                | West Long Branch, New Jersey | MAAC           |
| NJIT Highlanders                   | New Jersey Institute of Technology | Newark, New Jersey           | ASUN           |
| Princeton Tigers                   | Princeton University               | Princeton, New Jersey        | Ivy League     |
| Rider Broncs                       | Rider University                   | Lawrenceville, New Jersey    | MAAC           |
| Rutgers Scarlet Knights            | Rutgers University                 | Piscataway, New Jersey       | Big Ten        |
| Saint Francis Brooklyn Terriers    | St. Francis College                | Brooklyn, Nova York          | Northeast      |
| Saint John's Red Storm             | St. John's University              | Queens, Nova York            | Big East       |
| Saint Peter's Peacocks and Peahens | Saint Peter's University           | Jersey City, New Jersey      | MAAC           |
| Seton Hall Pirates                 | Seton Hall University              | South Orange, New Jersey     | Big East       |
| Stony Brook Seawolves              | Stony Brook University             | Stony Brook, Nova York       | America East   |
| Wagner Seahawks                    | Wagner College                     | Staten Island, Nova York     | Northeast      |

### Outros locais de competições
| Manhattan | Bronx | Queens              | Staten Island               | Brooklyn                     |
| --- | --- | ------------------- | --------------------------- | ---------------------------- |
| Rucker Park | Draddy Gymnasium | Arthur Ashe Stadium | Richmond County Ballpark    | Steinberg Wellness Center    |
| Capacidade: - | Capacidade: 2.345 | Capacidade: 23.771  | Capacidade: 7.171           | Capacidade: 2.500            |
| | |                     |                             |                              |
| Draddy Gymnasium Arthur Ashe Stadium Rucker Park Richmond Ballpark Belmont Park Steinberg W. Center Princeton Stadium | Draddy Gymnasium Arthur Ashe Stadium Rucker Park Richmond Ballpark Belmont Park Steinberg W. Center Princeton Stadium | Elmont              | Rockland                    | New Jersey                   |
| Draddy Gymnasium Arthur Ashe Stadium Rucker Park Richmond Ballpark Belmont Park Steinberg W. Center Princeton Stadium | Draddy Gymnasium Arthur Ashe Stadium Rucker Park Richmond Ballpark Belmont Park Steinberg W. Center Princeton Stadium | Belmont Park        | Palisades Credit Union Park | Princeton University Stadium |
| Draddy Gymnasium Arthur Ashe Stadium Rucker Park Richmond Ballpark Belmont Park Steinberg W. Center Princeton Stadium | Draddy Gymnasium Arthur Ashe Stadium Rucker Park Richmond Ballpark Belmont Park Steinberg W. Center Princeton Stadium | Capacidade: 100.000 | Capacidade: 4.506           | Capacidade: 27.733           |
| Draddy Gymnasium Arthur Ashe Stadium Rucker Park Richmond Ballpark Belmont Park Steinberg W. Center Princeton Stadium | Draddy Gymnasium Arthur Ashe Stadium Rucker Park Richmond Ballpark Belmont Park Steinberg W. Center Princeton Stadium |                     |                             |                              |

## Rivalidades
Devido às suas localizações geográficas, Nova York tem intensas rivalidades esportivas com as cidades de Boston e Filadélfia.

### Boston

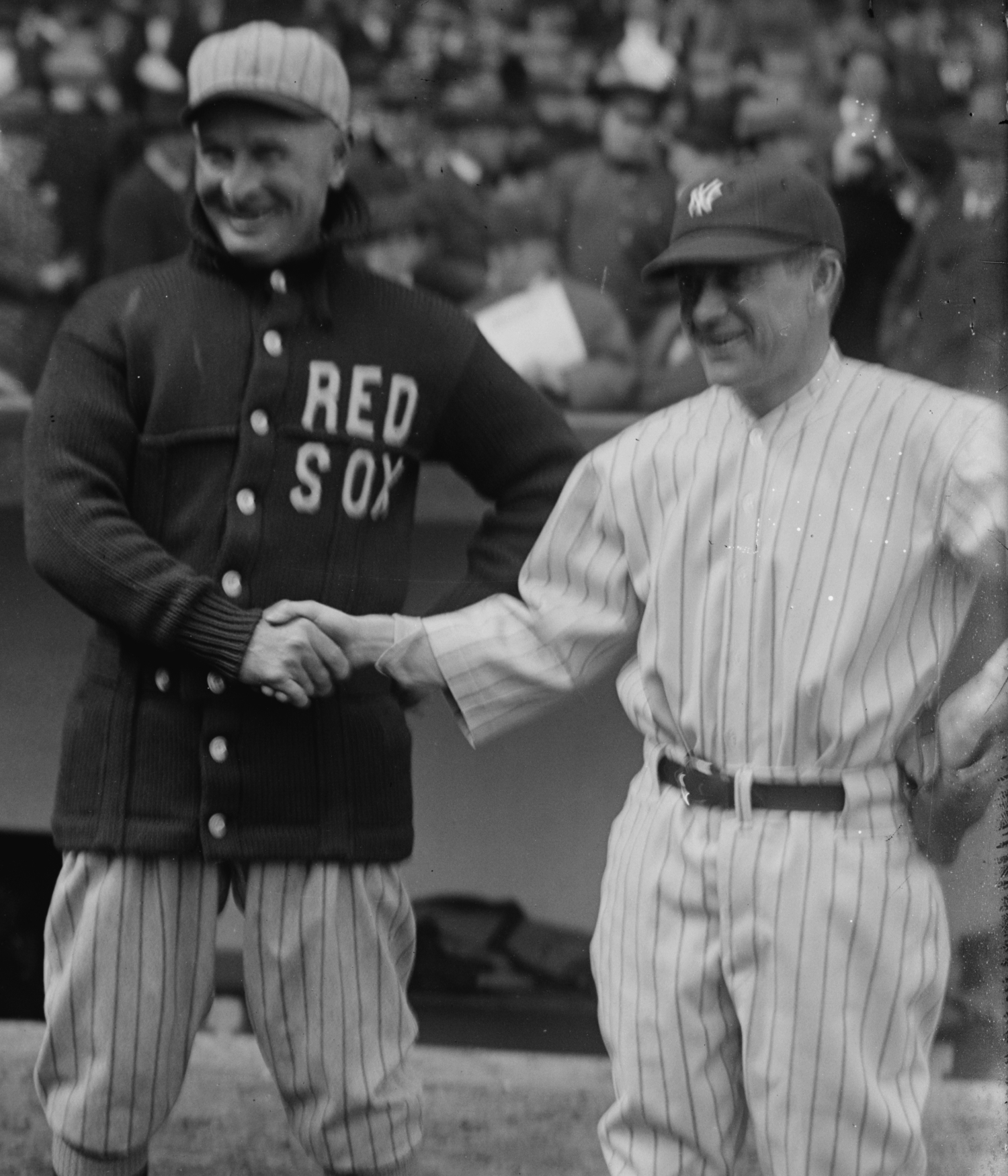
Gerentes de Red Sox e Yankees apertam as mãos antes de um jogo em 1923.

Décadas antes do beisebol profissional se tornar popular, Nova York e Boston reivindicaram versões distintas dos jogos de bastão e bola. Uma variante do beisebol conhecida como The Game de Massachusetts foi disputada na Nova Inglaterra na década de 1850, enquanto as equipes de Nova York jogaram pelas Knickerbocker Rules criadas por Alexander Cartwright. As regras de Nova York acabaram se tornando a base para o esporte moderno do beisebol.
Equipes em Boston e Nova York oferecem algumas das melhores rivalidades em seus respectivos esportes, mas nenhuma é mais famosa do que a rivalidade entre o New York Yankees e o Boston Red Sox na Major League Baseball. A crueldade e a ferocidade da rivalidade fizeram com que a rivalidade entre Nova York e Boston fosse evidente entre o New York Jets e o New England Patriots na National Football League e o New York Knicks e o Boston Celtics na National Basketball Association. Os New York Rangers foram rivais de longa data com os Boston Bruins também devido ao fato de que ambas as equipes são membros da National Hockey League originais.
A rivalidade também se espalhou para outras equipes que não estão na mesma liga. A World Series de 1986 entre o New York Mets e o Boston Red Sox é considerada um clássico, especialmente o 6º jogo e o famoso erro de Bill Buckner. O New York Giants e o New England Patriots já jogaram dois Super Bowls clássicos: o Super Bowl XLII, que conta com o Helmet Catch e o Super Bowl XLVI. Há também uma rivalidade entre o Boston Celtics e o Brooklyn Nets.

### Filadélfia
Em cada uma das quatro ligas esportivas, há uma competição dentro da divisão entre equipes de Nova York e Filadélfia, como visto nas rivalidades entre o New York Mets e o Philadelphia Phillies na Major League Baseball, o New York Giants e o Philadelphia Eagles em a National Football League, o New York Rangers e o Philadelphia Flyers na National Hockey League. Há também uma rivalidade entre o New York Knicks e o Philadelphia 76ers da National Basketball Association, embora não seja tão intenso quanto as outras três rivalidades. Há outra rivalidade entre o Brooklyn Nets e o Philadelphia 76ers.
No entanto, os rivais primários das equipes da New York NHL são uns dos outros, embora tenham intensas rivalidades com os Flyers - já que, ao contrário do beisebol e do futebol, as três equipes locais da NHL estão na mesma divisão e estão competindo diretamente umas com as outras.

## Licitações olímpicas
Nova York e Los Angeles enviaram propostas ao Comitê Olímpico dos Estados Unidos para as Olimpíadas de 1984. O USOC votou para apresentar a candidatura de Los Angeles ao COI, que foi a única candidatura para esses jogos. Enquanto Los Angeles garantiu o direito de sediar as Olimpíadas de Verão de 1984, Nova York serviu como anfitrião das Paralimpíadas de Verão de 1984.
Em 2005, a cidade de Nova York se candidatou para sediar as Olimpíadas de 2012, mas perdeu para Londres. Foi a primeira vez que o USOC submeteu uma oferta da cidade de Nova York para o COI. Quando o USOC chegou a um novo acordo de compartilhamento de receita com o COI em maio de 2012, Nova York foi mencionada como uma potencial candidata para os Jogos Olímpicos de 2024, mas a cidade se recusou a apresentar uma candidatura ao USOC. Los Angeles foi então escolhida como a candidata americana para as Olimpíadas de 2024 e, finalmente, garantiu o direito de sediar os Jogos Olímpicos de 2028.